# サイバトロン
サイバトロン(Autobots)は、『トランスフォーマー』シリーズに登場する架空の組織。
英語版ではほとんどの作品で「オートボット」と呼ぶ。日本語版ではほとんどの作品で「サイバトロン」に統一されていたが、2007年の実写映画版公開以降は日本でも英語版に準拠した「オートボット」と呼ばれるようになった。日本版ではAutobotsの単数形である「オートボット」が、どのサブグループにも属さないサイバトロン戦士の意で用いられることがある。

## サイバトロン／Autobots

### 沿革（Autobots）
サイバトロンは、民間用ロボットを祖先とする惑星セイバートロンに住む種族である。約1000万年前からデストロンと対立している。対立が始まって早期に変形能力を身につけ、これを生かしたゲリラ戦により、戦闘力で勝るデストロンに対抗していた。
900万年前にオライオンパックス／Orion Paxが戦闘中に瀕死の重傷を負い、長老のアルファートリンの手によって改造を受けた。彼はコンボイ／Optimus Primeとして蘇り、サイバトロンを導く役割を担うようになった。
400万年前にセイバートロンのエネルギー危機が深刻化したため、コンボイ率いるサイバトロンはエネルギー探索のために外宇宙に出発する。それを阻止しようとするデストロンと戦闘中に地球の引力に引かれて不時着し、機能停止状態に陥った。それから1985年に蘇生したサイバトロンは、その活動内容を「地球のエネルギーを奪おうとするデストロンを阻止する」という方向に移行した。

### 特徴（Autobots）
サイバトロンは、構成員の多くが秀でた特技を持つ技能者集団であり、クリフのような純粋な戦闘要員は少数派である。その一方で、ホイルジャックやパーセプター、ビーチコンバーのような、デストロンには見られない学者肌の人物が目立つ。性格は温和で、人間との交流もスムーズである。総司令官コンボイは支配者ではなく、あくまで「まとめ役」としての任を為している。ゆえにコンボイの不在時、および彼が行動不能な状態であっても、まとまった行動が可能である。メガトロンインペリウスによるワンマン経営であるデストロンとは対照的である。
こうした組織構成は、サイバトロン総司令官の選出方法に原因がある可能性がある。サイバトロン総司令官は、「マトリクス」という神秘的存在により選ばれる。マトリクスは指揮官としての経験や実務能力を重視するのではなく、勇気や信念など別の側面で総司令官を選んでいるようである。鷹揚で信頼は厚いが、「私にいい考えがある」に象徴されるように作戦立案能力はメガトロンに劣るコンボイ、勇猛果敢で楽天的だが、経験不足と精神的重圧に苦しみ続けたロディマスコンボイの二人は全能の才能を持つわけではない。そのために周囲のサポートが欠かせないため、必然的に強固な結束力を持つこととなる。そのせいかNo.2が複数いることもあり、コンボイ司令官の時代にはマイスター、プロール、アイアンハイドの3人がそれぞれ違った側面でNo.2を務めていた。
戦力面では、「Autobots」の英語名の通り、構成員のほとんどが自動車に変形し、地上戦力に富んでいる反面、航空戦力は非常に貧弱である。ランボルのような飛行用バックパックを持つ者や、新規開発されたダイノボット部隊といった、飛行能力を持つ戦士を航空戦力に充てているのだが（初期3話においてはパイロットフィルムの性質上、設定が固まっておらず、全員がロボットモードで飛行している。ただし飛行能力はデストロンに劣ると明言されている。）、デストロンの面々と比較すると航続距離や機動性は圧倒的に劣っている上、デストロンにはジェットロンという「本職」の航空部隊が主力として始めから存在したため、ほとんど勝負にならなかった。根本的な解決は、本格的な航空部隊であるエアーボット部隊の登場まで待たねばならなかった。
また、祖先が民間用ロボットであり、本来地球にやって来た目的が戦いではなかったためか、学術調査やレクリエーション、チャリティーレースの参加等、デストロンと比較すると戦いと関係のない活動を喜んで行っている。レクリエーションには、フットボールなど地球のスポーツも取り入れられている。
後年になるとメタルホーク（数千歳以上）やスターセイバー（約50万歳）など兵器に変形する、ロボット形態でも空中で機敏に飛行できるなど、デストロンに近い特性を持つサイバトロンも誕生している。

### 地球人との関係
地球人は行きがかり上、サイバトロンとデストロンの戦いに巻き込まれる形となったわけであるが、サイバトロンの親地球的な姿勢から友好的な方向に動いている。劇中、サイバトロンがエネルギーに困っている描写があまり見られないことからも、そのことが窺える。犯罪捜査への協力、合同での学術調査など、サイバトロンは地球人と良好な関係を保てるよう積極的に動いている。その一方、地球人にとってサイバトロンは、初めて知り合った地球外生命という一面を持っている。そのため、サイバトロンは地球人がトランスフォーマーについて知る窓口として働いている部分もある。また、それとは逆に、地球の自然や、地球人の文化に興味を持つ者がサイバトロンの中に出てきている。地球の事物に関する理解度のばらつきは、劇中ではユニークな描かれ方をしている。マイスター、ブロードキャスト、トラックスの3人以外にロックンロールを理解できるサイバトロンがいなかったことは有名である。
しかし、己の欲望を満たすためにサイバトロンが邪魔となる者や、戦いに巻き込まれて被災した者など、サイバトロンを悪く思っている地球人も登場しており、シリーズ中何度か彼らとの衝突も描かれている。初代『トランスフォーマー』の第26-27話「メガトロンの地球征服作戦」では、名誉を挙げるために邪魔となるサイバトロンを陥れて、地球から追い出そうとする人物が現れ、『2010』の最終話「コンボイの復活」では、被災した地球人科学者の復讐によってサイバトロン、さらには全宇宙の生物が絶体絶命の危機に陥っている。
後期日本アニメシリーズ『トランスフォーマー 超神マスターフォース』においては、人の魂をエネルギー源とするトランステクターと合体した地球人が、サイバトロン、デストロンに分かれて戦闘を行う。とは言え、地球人の総意としては侵略者デストロンから自らを守ってくれるサイバトロンに友好的である。
唯一の例外が『キスぷれ』である。本作品では「ある事件」がきっかけで地球人類とサイバトロンの友好関係が破壊され、地球防衛軍により、サイバトロンを含む全てのトランスフォーマーが敵と勝手にみなされている。そして本作品では、地球人がデストロン以上の最大の敵になる可能性を明確に示唆しており、これは『2010』最終話の惨劇を暗示しているとも取れる。同作第2部では、メリッサ・フェアボーンたちのアイドル活動や、ウルトラマグナス率いるサイバトロン情報操作班の暗躍など、一度崩壊した両者の関係を修復するための活動が描かれている。その後の『ヘッドマスターズ』、『マスターフォース』では、サイバトロンたちが問題なく地球で活動しているところから人間との関係は修復されていたように見えるが、劇中では限られた人間との交流しか描写されず、政府や国家などの公的機関と関連した話は特に無い（もっともいわゆる『2010』の時代設定は海外では2006年であり、日本版にのみ生じる空白の5年間を舞台とする『キスぷれ』における人類全般との関係悪化自体「全てのシリーズが一つの時間軸上に連なっている」という本作品独自の設定に基づく、あるいは平行世界の一つでの出来事とする解釈も可能である。）。『V』の基本設定では、サイバトロンの主導で結成された「宇宙平和連合」に地球も加入しているとされ、レギュラーキャラ以外にも無名のサイバトロンたちが人類の軍隊と共同で拠点防衛にあたっている描写が散見されている。また、『G-2』冒頭では、サイバトロンとデストロンの間で結ばれようとしていた和平を、地球人が手違いでぶち壊しにしている。
遥か未来のトランスフォーマーたちが活躍する『ビーストウォーズ』シリーズでは地球人類はある存在に絶滅させられた設定になっている。唯一『メタルス』ではダイノボットの行いが当時の原始人類の進化に影響を与えたとされる。『カーロボット』ではサイバトロンはユウキ少年のみとの関係しか描かれていなかったが、一般市民はトランスフォーマーの存在を知っており、サイバトロンが正義、デストロンガーが悪の存在であることが認知されていた。
新世界観の『マイクロン伝説』、『スーパーリンク』、『ギャラクシーフォース』のマイクロン三部作においては、『マイクロン伝説』ではラッドたち数人の子供のみの交流だけであったが、続く『スーパーリンク』にて国家レベルでサイバトロンと協調関係を築いていた。そして『ギャラクシーフォース』の場合、再び設定がリセットされ、当初はコビーたちだけが地球での協力者だったが、後に政府の人間にもその存在が知られることとなる。それでも劇中を見る限りでは表立った公的関与は無かった。しかし、後日談では新スペースブリッジ建設のため地球の調査団を使節としてサイバトロンの船に同乗させるなど、やはり国家的な友好関係を築いたと示唆されている。
このように、作品や世界観ごとに多少の差異はあるものの、シリーズ全般を通して見れば、サイバトロンと地球人との関係はおおむね良好なものとして描かれている。

### その他
サイバトロン戦士の体色と性格に、何らかの相関があるかのような描写がある。コンボイ、アイアンハイド、ランボル、クリフといった体色の赤い戦士は、積極的に前線に飛び出しては負傷し、生傷が絶えない傾向が見られる（「赤い戦士＝血の気が多い」というのはアメコミ全体でも良く見られる描写ではある）。また、初代第41話「アルファートリンを探せ!」での描写より、体色が赤い男は女性に好かれやすいのではないかという説がある。後者の例外としてはスプラング（緑色）に彼女を取られたホットロディマス（赤色）の例があるが、（ザ・リバースを無視すれば）最終的にはザ☆ヘッドマスターズでは最終的に彼女はクロームドーム（赤色）と恋仲になる。
サイバトロンのエンブレムはオートボットの一人、プロールの顔がモチーフとなっている。

### サイバトロン一覧（Autobots）
| IDナンバー                                                                                         | 名前                                                              | 原語名前                                                          | ビークルモード アイテムモード ビーストモード |
| 初代トランスフォーマー（1985年 - 1986年）（タイムピリオド：今年）                                  | 初代トランスフォーマー（1985年 - 1986年）（タイムピリオド：今年） | 初代トランスフォーマー（1985年 - 1986年）（タイムピリオド：今年） | 初代トランスフォーマー（1985年 - 1986年）（タイムピリオド：今年） |
| -------------------------------------------------------------------------------------------------- | ----------------------------------------------------------------- | ----------------------------------------------------------------- | --- |
| 01                                                                                                 | コンボイ                                                          | Optimus Prime                                                     | バトルコンボイ |
| 02                                                                                                 | ハウンド                                                          | Hound                                                             | ジープ |
| 03                                                                                                 | ホイルジャック                                                    | Wheeljack                                                         | ランチア・ストラトス |
| 04                                                                                                 | ランボル                                                          | Sideswipe                                                         | ランボルギーニ・カウンタック |
| 05                                                                                                 | アラート                                                          | Red-Alert                                                         | ランボルギーニ・カウンタック |
| 06                                                                                                 | マイスター                                                        | Jazz                                                              | ポルシェ935ターボ |
| 07                                                                                                 | リジェ                                                            | Mirage                                                            | リジェJS11 |
| 08                                                                                                 | ストリーク                                                        | Bluestreak                                                        | フェアレディZ・S130 |
| 09                                                                                                 | プロール                                                          | Prowl                                                             | フェアレディZ・S130 |
| 10                                                                                                 | インフェルノ                                                      | Inferno                                                           | 消防車 |
| 11                                                                                                 | バンブル                                                          | Bumblebee                                                         | フォルクスワーゲンビートル |
| 12                                                                                                 | チャージャー                                                      | Windcharger                                                       | ポンティアック・トランザム |
| 13                                                                                                 | クリフ                                                            | Cliffjumper                                                       | ポルシェ・924 |
| 14                                                                                                 | ドラッグ                                                          | Huffer                                                            | アメリカントラック |
| 15                                                                                                 | ゴング                                                            | Brawn                                                             | ジープ |
| 25                                                                                                 | トレイルブレイカー                                                | Trailbreaker                                                      | トヨタ・ハイラックス |
| 26                                                                                                 | グリムロック                                                      | Grimlock                                                          | ティラノサウルス |
| 27                                                                                                 | スラージ                                                          | Sludge                                                            | ブロントサウルス |
| 28                                                                                                 | スラッグ                                                          | Slag                                                              | トリケラトプス |
| 29                                                                                                 | スナール                                                          | Snarl                                                             | ステゴサウルス |
| 30                                                                                                 | スワープ                                                          | Swoop                                                             | プテラノドン |
| 38                                                                                                 | ブロードキャスト・ラジカセロボ                                    | Broadblast the Blaster                                            | エネルギー補給ベース ラジオカセットレコーダー |
| 39                                                                                                 | パーセプター・ミクロスコープロボ                                  | Perceptor the Automicroscope                                      | ミクロスコープ スコープタンク スコープキャノン |
| 44                                                                                                 | トラックス                                                        | Tracks                                                            | シボレー・コルベット |
| 45                                                                                                 | スモークスクリーン                                                | Smokescreen                                                       | フェアレディZ・S130 |
| 46                                                                                                 | ホイスト                                                          | Hoist                                                             | トヨタ・ハイラックス |
| 47                                                                                                 | グラップル                                                        | Grapple                                                           | クレーン |
| 64                                                                                                 | ガデプ                                                            | G.A.D.E.P.                                                        | 射場 |
| 67                                                                                                 | オライオンパックス&ダイオン                                       | Orion Pax & Dion                                                  | ピックアップトラック（オライオン） スーパーカー（ダイオン） |
| 77                                                                                                 | デトライタス                                                      | Detritus                                                          | ジープ |
| 84                                                                                                 | パスファインダー ロードレンジャー スモールフット                  | Path-Finder Road-Ranger Small-Foot                                | UFO（パスファインダー） アメリカントラック（ロードレンジャー） 4WDオフロード（スモールフット） |
| 85                                                                                                 | ギアーズ                                                          | Gears                                                             | 4WDオフロード |
| 86                                                                                                 | アダムス                                                          | Cosmos                                                            | UFO |
| 87                                                                                                 | ワーパス                                                          | Warpath                                                           | M1エイブラムス |
| 88                                                                                                 | ロードホーラー                                                    | Load-Hauler                                                       | クレーン |
| 90                                                                                                 | タイガートラック                                                  | Tigertrack                                                        | ランボルギーニ・カウンタック |
| 91                                                                                                 | クランプダウン                                                    | Clamp-Down                                                        | ランボルギーニ・カウンタック |
| 92                                                                                                 | ディープカバー                                                    | Deep-Cover                                                        | ランボルギーニ・カウンタック |
| 94                                                                                                 | ロードレイジ                                                      | Road-Rage                                                         | シボレー・コルベット |
| 95                                                                                                 | クロスカット                                                      | Crosscut                                                          | ホンダ・シティ |
| 98                                                                                                 | アイアンハイド                                                    | Ironhide                                                          | ワンボックスカー |
| 99                                                                                                 | ラチェット                                                        | Ratchet                                                           | 救急車 |
| C-50                                                                                               | シルバーボルト                                                    | Silverbolt                                                        | コンコルド 移動攻撃基地 |
| C-51                                                                                               | スカイダイブ                                                      | Skydive                                                           | F-16戦闘機 |
| C-52                                                                                               | ファイアーボルト                                                  | Fireflight                                                        | F-4戦闘機 |
| C-53                                                                                               | スリング                                                          | Slingshot                                                         | ハリアー II |
| C-54                                                                                               | エアーライダー                                                    | Air-Raid                                                          | F-15戦闘機 |
| C-55                                                                                               | スペリオン                                                        | Superion                                                          | コンコルド、移動攻撃基地（シルバーボルト） F-16戦闘機（スカイダイブ） F-4戦闘機（ファイアーボルト） ハリアー II（スリング） F-15戦闘機（エアーライダー）                                                    |
| C-62                                                                                               | パワーグライド                                                    | Powerglide                                                        | A-10航空機 |
| C-63                                                                                               | ビーチコンバー                                                    | Beachcomber                                                       | デューンバギー |
| C-64                                                                                               | シースプレー                                                      | Seaspray                                                          | ホバークラフト |
| C-65                                                                                               | スチールジョー                                                    | Steeljaw                                                          | カセット |
| C-66                                                                                               | アムホーン                                                        | Ramhorn                                                           | カセット |
| C-67                                                                                               | リワインド                                                        | Rewind                                                            | カセット |
| C-68                                                                                               | イジェクト                                                        | Eject                                                             | カセット |
| C-69                                                                                               | ウルトラマグナス                                                  | Ultra Magnus                                                      | パワードコンボイ |
| C-70                                                                                               | メトロフレックス                                                  | Metroplex                                                         | 宇宙母艦 サイバトロンシティ |
| C-71                                                                                               | ホットスポット                                                    | Hot-Spot                                                          | 消防車 修理基地 移動攻撃基地 |
| C-72                                                                                               | グレイズ                                                          | Blades                                                            | UH-1航空機 |
| C-73                                                                                               | ストリートワイズ                                                  | Streetwise                                                        | フェアレディZ 300ZX |
| C-74                                                                                               | グルーブ                                                          | Groove                                                            | ポリスバイク |
| C-75                                                                                               | ファーストエイド                                                  | First-Aid                                                         | 救急車 |
| C-76                                                                                               | ガーディアン                                                      | Defensor                                                          | 消防車、修理基地、移動攻撃基地（ホットスポット） UH-1航空機（グレイズ） フェアレディZ 300ZX（ストリートワイズ） ポリスバイク（グルーブ） 救急車（ファーストエイド）                                         |
| VS-Z                                                                                               | サンストリーカー&スキッズ                                         | Sunstreaker & Skids                                               | ランボルギーニ・カウンタック（サンストリーカー） ホンダ・シティ（スキッズ） |
| CM-1000                                                                                            | ギャラティッククルーザー                                          | Galatic Cruiser                                                   | ムーンバギー スペースレーザー ロータリーカプセル |
| CM-1100                                                                                            | スペースウォーカー                                                | Space Walker                                                      | ルナウォーカー サイドランナー コメットキャリアー |
| CM-2000                                                                                            | コズミッククルーザー                                              | Cosmic Cruiser                                                    | ロングランチャー ハンドローダー リカバリーアーム |
| CM-2100                                                                                            | プラネットビヘイクル                                              | Planet Vehicle                                                    | ムーンウォーカー アストロハンド ロングアームウォーカー |
| CM-3000                                                                                            | トリプルクルーザー                                                | Triple Cruiser                                                    | ウォーカーローダー トランスポーター ムーンランチャー |
| トランスフォーマー2010（1986年 - 1987年）（タイムピリオド：2010年）                                |                                                                   |                                                                   | |
| 06                                                                                                 | マイスター                                                        | Jazz                                                              | ポルシェ935ターボ |
| 26                                                                                                 | グリムロック                                                      | Grimlock                                                          | ティラノサウルス |
| 27                                                                                                 | スラージ                                                          | Sludge                                                            | ブロントサウルス |
| 28                                                                                                 | スラッグ                                                          | Slag                                                              | トリケラトプス |
| 29                                                                                                 | スナール                                                          | Snarl                                                             | ステゴサウルス |
| 30                                                                                                 | スワープ                                                          | Swoop                                                             | プテラノドン |
| 38                                                                                                 | ブロードキャスト                                                  | Blaster                                                           | エネルギー補給ベース ラジオカセットレコーダー |
| 39                                                                                                 | パーセプター                                                      | Perceptor                                                         | ミクロスコープ スコープタンク スコープキャノン |
| 64                                                                                                 | ガデプ                                                            | G.A.D.E.P.                                                        | 射場 |
| 86                                                                                                 | アダムス                                                          | Cosmos                                                            | UFO |
| 87                                                                                                 | ワーパス                                                          | Warpath                                                           | M1エイブラムス |
| C-50                                                                                               | シルバーボルト                                                    | Silverbolt                                                        | コンコルド 移動攻撃基地 |
| C-51                                                                                               | スカイダイブ                                                      | Skydive                                                           | F-16戦闘機 |
| C-52                                                                                               | ファイアーボルト                                                  | Fireflight                                                        | F-4戦闘機 |
| C-53                                                                                               | スリング                                                          | Slingshot                                                         | ハリアー II |
| C-54                                                                                               | エアーライダー                                                    | Air-Raid                                                          | F-15戦闘機 |
| C-55                                                                                               | スペリオン                                                        | Superion                                                          | コンコルド、移動攻撃基地（シルバーボルト） F-16戦闘機（スカイダイブ） F-4戦闘機（ファイアーボルト） ハリアー II（スリング） F-15戦闘機（エアーライダー）                                                    |
| C-56                                                                                               | バンブル                                                          | Bumblebee                                                         | フォルクスワーゲンビートル |
| C-57                                                                                               | ハブキャップ                                                      | Hubcap                                                            | ポルシェ・924 |
| C-58                                                                                               | ウェーブ                                                          | Swerve                                                            | 4WDオフロード |
| C-59                                                                                               | アウトバック                                                      | Outback                                                           | ジープ |
| C-60                                                                                               | パイプス                                                          | Pipes                                                             | アメリカントラック |
| C-61                                                                                               | テイルゲイト                                                      | Tailgate                                                          | ポンティアック・トランザム |
| C-62                                                                                               | パワーグライド                                                    | Powerglide                                                        | A-10航空機 |
| C-63                                                                                               | ビーチコンバー                                                    | Beachcomber                                                       | デューンバギー |
| C-64                                                                                               | シースプレー                                                      | Seaspray                                                          | ホバークラフト |
| C-65                                                                                               | スチールジョー                                                    | Steeljaw                                                          | カセット |
| C-66                                                                                               | アムホーン                                                        | Ramhorn                                                           | カセット |
| C-67                                                                                               | リワインド                                                        | Rewind                                                            | カセット |
| C-68                                                                                               | イジェクト                                                        | Eject                                                             | カセット |
| C-69                                                                                               | ウルトラマグナス                                                  | Ultra Magnus                                                      | パワードコンボイ |
| C-70                                                                                               | メトロフレックス                                                  | Metroplex                                                         | 宇宙母艦 サイバトロンシティ |
| C-71                                                                                               | ホットスポット                                                    | Hot-Spot                                                          | 消防車 修理基地 移動攻撃基地 |
| C-72                                                                                               | グレイズ                                                          | Blades                                                            | UH-1航空機 |
| C-73                                                                                               | ストリートワイズ                                                  | Streetwise                                                        | フェアレディZ 300ZX |
| C-74                                                                                               | グルーブ                                                          | Groove                                                            | ポリスバイク |
| C-75                                                                                               | ファーストエイド                                                  | First-Aid                                                         | 救急車 |
| C-76                                                                                               | ガーディアン                                                      | Defensor                                                          | 消防車、修理基地、移動攻撃基地（ホットスポット） UH-1航空機（グレイズ） フェアレディZ 300ZX（ストリートワイズ） ポリスバイク（グルーブ） 救急車（ファーストエイド）                                         |
| C-77                                                                                               | ロディマスコンボイ                                                | Rodimus Prime                                                     | トレーラー |
| C-78                                                                                               | ホットロディマス                                                  | Hot-Rod                                                           | スーパーカー |
| C-79                                                                                               | ブラー                                                            | Blurr                                                             | スーパーカー |
| C-80                                                                                               | ウィーリー                                                        | Wheelie                                                           | スーパーカー |
| C-81                                                                                               | レックガー                                                        | Wreck-Gar                                                         | オートバイ |
| C-82                                                                                               | チャーパックス                                                    | Kup Pax                                                           | ピックアップトラック |
| C-83                                                                                               | サンドストーム                                                    | Sandstorm                                                         | ヘリコプター バギー |
| C-84                                                                                               | スプラング                                                        | Springer                                                          | ヘリコプター 装甲車 |
| C-85                                                                                               | ブロードサイド                                                    | Broadside                                                         | ジェット機 航空母艦 |
| C-86                                                                                               | スキャッターショット                                              | Scattershot                                                       | SFジェット 電子パルスキャノン砲 |
| C-87                                                                                               | ノーズコーン                                                      | Nosecone                                                          | ドリルタンク |
| C-88                                                                                               | ストレイフ                                                        | Strafe                                                            | 高速ジェット |
| C-89                                                                                               | ライトスピード                                                    | Lightspeed                                                        | スーパーカー |
| C-90                                                                                               | アフターバーナー                                                  | Afterburner                                                       | スーパーバイク |
| C-91                                                                                               | コンピューティコン                                                | Computron                                                         | SFジェット、電子パルスキャノン砲（スキャッターショット） ドリルタンク（ノーズコーン） 高速ジェット（ストレイフ） スーパーカー（ライトスピード） スーパーバイク（アフターバーナー）                          |
| C-92                                                                                               | ワイドロード                                                      | Wideload                                                          | ダンプトラック |
| C-93                                                                                               | ルックライト                                                      | Searchlight                                                       | フォード・RS200 |
| C-94                                                                                               | チェイス                                                          | Chase                                                             | フェラーリ・テスタロッサ |
| C-95                                                                                               | ロールバー                                                        | Rollbar                                                           | ジープCR-1 |
| C-96                                                                                               | ランウェイ                                                        | Freeway                                                           | シボレー・コルベット |
| C-97                                                                                               | ゴールドバグ                                                      | Goldbug                                                           | フォルクスワーゲン・ビートル |
| C-114                                                                                              | アークボットBフォートレスマキシマス                               | Arkbot B Fortress Maximus                                         | バンガードIIアークB サイバトロンベース |
| トランスフォーマー ザ☆ヘッドマスターズ（1987年 - 1988年）（タイムピリオド：2011年）                |                                                                   |                                                                   | |
| 06                                                                                                 | マイスター                                                        | Jazz                                                              | ポルシェ935ターボ |
| 26                                                                                                 | グリムロック                                                      | Grimlock                                                          | ティラノサウルス |
| 27                                                                                                 | スラージ                                                          | Sludge                                                            | ブロントサウルス |
| 28                                                                                                 | スラッグ                                                          | Slag                                                              | トリケラトプス |
| 29                                                                                                 | スナール                                                          | Snarl                                                             | ステゴサウルス |
| 30                                                                                                 | スワープ                                                          | Swoop                                                             | プテラノドン |
| 50                                                                                                 | カムシャフト                                                      | Camshaft                                                          | マツダ・サバンナRX-7・2代目 |
| 51                                                                                                 | ダウンシフト                                                      | Downshift                                                         | トヨタ・セリカXX |
| 52                                                                                                 | オーバードライブ                                                  | Overdrive                                                         | フェラーリ・365GT4BB |
| C-50                                                                                               | シルバーボルト                                                    | Silverbolt                                                        | コンコルド 移動攻撃基地 |
| C-51                                                                                               | スカイダイブ                                                      | Skydive                                                           | F-16戦闘機 |
| C-52                                                                                               | ファイアーボルト                                                  | Fireflight                                                        | F-4戦闘機 |
| C-53                                                                                               | スリング                                                          | Slingshot                                                         | ハリアー II |
| C-54                                                                                               | エアーライダー                                                    | Air-Raid                                                          | F-15戦闘機 |
| C-55                                                                                               | スペリオン                                                        | Superion                                                          | コンコルド、移動攻撃基地（シルバーボルト） F-16戦闘機（スカイダイブ） F-4戦闘機（ファイアーボルト） ハリアー II（スリング） F-15戦闘機（エアーライダー）                                                    |
| C-69                                                                                               | ウルトラマグナス                                                  | Ultra Magnus                                                      | パワードコンボイ |
| C-70                                                                                               | メトロフレックス                                                  | Metroplex                                                         | 宇宙母艦 サイバトロンシティ |
| C-71                                                                                               | ホットスポット                                                    | Hot-Spot                                                          | 消防車 修理基地 移動攻撃基地 |
| C-72                                                                                               | グレイズ                                                          | Blades                                                            | UH-1航空機 |
| C-73                                                                                               | ストリートワイズ                                                  | Streetwise                                                        | フェアレディZ 300ZX |
| C-74                                                                                               | グルーブ                                                          | Groove                                                            | ポリスバイク |
| C-75                                                                                               | ファーストエイド                                                  | First-Aid                                                         | 救急車 |
| C-76                                                                                               | ガーディアン                                                      | Defensor                                                          | 消防車、修理基地、移動攻撃基地（ホットスポット） UH-1航空機（グレイズ） フェアレディZ 300ZX（ストリートワイズ） ポリスバイク（グルーブ） 救急車（ファーストエイド）                                         |
| C-77                                                                                               | ロディマスコンボイ                                                | Rodimus Prime                                                     | スーパーカー |
| C-79                                                                                               | ブラー                                                            | Blurr                                                             | スーパーカー |
| C-80                                                                                               | ウィーリー                                                        | Wheelie                                                           | スーパーカー |
| C-81                                                                                               | レックガー                                                        | Wreck-Gar                                                         | オートバイ |
| C-83                                                                                               | サンドストーム                                                    | Sandstorm                                                         | ヘリコプター バギー |
| C-84                                                                                               | スプラング                                                        | Springer                                                          | ヘリコプター 装甲車 |
| C-85                                                                                               | ブロードサイド                                                    | Broadside                                                         | ジェット機 航空母艦 |
| C-86                                                                                               | スキャッターショット                                              | Scattershot                                                       | SFジェット 電子パルスキャノン砲 |
| C-87                                                                                               | ノーズコーン                                                      | Nosecone                                                          | ドリルタンク |
| C-88                                                                                               | ストレイフ                                                        | Strafe                                                            | 高速ジェット |
| C-89                                                                                               | ライトスピード                                                    | Lightspeed                                                        | スーパーカー |
| C-90                                                                                               | アフターバーナー                                                  | Afterburner                                                       | スーパーバイク |
| C-91                                                                                               | コンピューティコン                                                | Computron                                                         | SFジェット、電子パルスキャノン砲（スキャッターショット） ドリルタンク（ノーズコーン） 高速ジェット（ストレイフ） スーパーカー（ライトスピード） スーパーバイク（アフターバーナー）                          |
| C-92                                                                                               | ワイドロード                                                      | Wideload                                                          | ダンプトラック |
| C-93                                                                                               | ルックライト                                                      | Searchlight                                                       | フォード・RS200 |
| C-94                                                                                               | チェイス                                                          | Chase                                                             | フェラーリ・テスタロッサ |
| C-95                                                                                               | ロールバー                                                        | Rollbar                                                           | ジープCR-1 |
| C-96                                                                                               | ランウェイ                                                        | Freeway                                                           | シボレー・コルベット |
| C-97                                                                                               | ゴールドバグ                                                      | Goldbug                                                           | フォルクスワーゲン・ビートル |
| C-98                                                                                               | リパッグ                                                          | Repugnus                                                          | 昆虫型モンスター |
| C-99                                                                                               | グロテス                                                          | Grotusque                                                         | サーベルタイガー |
| C-100                                                                                              | ダブルクロス                                                      | Doublecross                                                       | 双頭竜 |
| C-101                                                                                              | クロームドーム                                                    | Chromedome                                                        | スーパーカー |
| C-102                                                                                              | ハードヘッド                                                      | Hardhead                                                          | 戦車 |
| C-103                                                                                              | ハイブロウ                                                        | Highbrow                                                          | ヘリコプター |
| C-104                                                                                              | ブレインストーム                                                  | Brainstorm                                                        | ジェット機 |
| C-105                                                                                              | サーショット                                                      | Sureshot                                                          | スペースバギー |
| C-106                                                                                              | ブランカー                                                        | Pointblank                                                        | スーパーカー |
| C-107                                                                                              | クロスヘアーズ                                                    | Crosshairs                                                        | バギー |
| C-108                                                                                              | アートファイヤー                                                  | Artfire                                                           | 消防車 |
| C-109                                                                                              | ステッパー                                                        | Stepper                                                           | ポルシェ935 |
| C-111                                                                                              | ダブルスパイ                                                      | Punch-Counterpunch                                                | ポンティアック・フィエロ |
| C-112                                                                                              | ファーストレーン&クラウドレーカー                                 | Fastlane & Cloudraker                                             | スペースカー（ファーストレーン） スペースジェット（クラウドレーカー） |
| C-113                                                                                              | チャーパックス                                                    | Targetmaster Kup Pax                                              | ピックアップトラック |
| C-114                                                                                              | アークボットBフォートレスマキシマス                               | Arkbot B Fortress Maximus                                         | バンガードIIアークB サイバトロンベース |
| C-116                                                                                              | ツインキャスト                                                    | Twincast                                                          | エネルギー補給ベース ラジオカセットレコーダー |
| C-117                                                                                              | イジェクト                                                        | Eject                                                             | カセット |
| C-118                                                                                              | リワインド                                                        | Rewind                                                            | カセット |
| C-119                                                                                              | アムホーン                                                        | Ramhorn                                                           | カセット |
| C-120                                                                                              | スチールジョー                                                    | Steeljaw                                                          | カセット |
| C-121                                                                                              | グラフィ                                                          | Graphy                                                            | カセット |
| C-122                                                                                              | ノイズ                                                            | Noise                                                             | カセット |
| C-123                                                                                              | ダイル                                                            | Dile                                                              | カセット |
| C-124                                                                                              | ザウル                                                            | Zaur                                                              | カセット |
| C-125                                                                                              | ショウキ                                                          | Shouki                                                            | 新幹線0系電車 |
| C-126                                                                                              | ゲツエイ                                                          | Getsuei                                                           | 国鉄EF65形1000番台電気機関車 |
| C-127                                                                                              | ユキカゼ                                                          | Yukikaze                                                          | 新幹線200系電車 |
| C-128                                                                                              | スイケン                                                          | Suiken                                                            | 国鉄153系電車 |
| C-129                                                                                              | セイザン                                                          | Seizan                                                            | 国鉄485系電車 |
| C-130                                                                                              | カエン                                                            | Kaen                                                              | 国鉄DE10形ディーゼル機関車 |
| C-131                                                                                              | ライデン                                                          | Rail-Racer                                                        | スーパートレイン |
| トランスフォーマー 超神マスターフォース（1988年 - 1989年）（タイムピリオド：2012年）               |                                                                   |                                                                   | |
| C-77                                                                                               | ロディマスコンボイ                                                | Rodimus Prime                                                     | スーパーカー |
| C-91                                                                                               | コンピューティコン                                                | Computron                                                         | SFジェット、電子パルスキャノン砲（スキャッターショット） ドリルタンク（ノーズコーン） 高速ジェット（ストレイフ） スーパーカー（ライトスピード） スーパーバイク（アフターバーナー）                          |
| C-101                                                                                              | クロームドーム                                                    | Chromedome                                                        | スーパーカー |
| C-102                                                                                              | ハードヘッド                                                      | Hardhead                                                          | 戦車 |
| C-103                                                                                              | ハイブロウ                                                        | Highbrow                                                          | ヘリコプター |
| C-104                                                                                              | ブレインストーム                                                  | Brainstorm                                                        | ジェット機 |
| C-111                                                                                              | ダブルスパイ                                                      | Punch-Counterpunch                                                | ポンティアック・フィエロ |
| C-114                                                                                              | アークボットBフォートレスマキシマス                               | Arkbot B Fortress Maximus                                         | バンガードIIアークB サイバトロンベース |
| C-116                                                                                              | ツインキャスト                                                    | Twincast                                                          | エネルギー補給ベース ラジオカセットレコーダー |
| C-131                                                                                              | ライデン                                                          | Rail-Racer                                                        | スーパートレイン |
| C-200                                                                                              | ランダー                                                          | Landmine Prime                                                    | 地雷原処理車 |
| C-201                                                                                              | メタルホーク                                                      | Metalhawk Prime                                                   | ジェット機 |
| C-202                                                                                              | フェニックス                                                      | Cloudburst Prime                                                  | ジェット機 |
| C-203                                                                                              | ダイバー                                                          | Waverider                                                         | 潜水艇 |
| C-301                                                                                              | ゴーシューター                                                    | Siren                                                             | トヨタ・スープラA70 |
| C-302                                                                                              | キャブ                                                            | Hosehead                                                          | 消防車 |
| C-303                                                                                              | ミネルバ                                                          | Nightbeat                                                         | ポルシェ959 |
| C-304                                                                                              | ライトフット                                                      | Getaway                                                           | マツダ・RX-7 |
| C-305                                                                                              | レインジャー                                                      | Joyride                                                           | バギー |
| C-306                                                                                              | ロードキング                                                      | Slapdash                                                          | F-1カー |
| C-307                                                                                              | スーパージンライコンボイ                                          | Super Optimus Prime                                               | 大砲車 移動攻撃基地 |
| C-308                                                                                              | ダブルクラウダー                                                  | Doubledealer                                                      | ミサイル車 ハゲタカ |
| C-309                                                                                              | ゴッドボンバー                                                    | Apex Bomber                                                       | トレーラー |
| C-310                                                                                              | ゴッドジンライコンボイ                                            | Apex Optimus Prime                                                | ロードトレイン |
| C-311                                                                                              | アークボットBグランドマキシマス                                   | Arkbot B Grand Maximus                                            | バンガードIIアークB サイバトロンベース |
| C-312                                                                                              | シックスナイト                                                    | Quickswitch                                                       | ジェット機 レーザーガン ピューマ ドリルタンク マリンボート |
| C-313                                                                                              | ハードスパーク                                                    | Guzzle                                                            | チャレンジャー1 |
| C-314                                                                                              | ホットスパーク                                                    | Sizzle                                                            | レースカー |
| C-315                                                                                              | ワイルドスパーク                                                  | Fizzle                                                            | バギー |
| 00                                                                                                 | スラムダンス                                                      | Slamdance                                                         | カセット（グランドスラム＆レインダンス） |
| 01                                                                                                 | USAゴーシューター                                                 | USA Siren                                                         | トヨタ・スープラA70 |
| 02                                                                                                 | USAキャブ                                                         | USA Hosehead                                                      | 消防車 |
| 03                                                                                                 | USAミネルバ                                                       | USA Nightbeat                                                     | ポルシェ959 |
| 04                                                                                                 | リパッグ                                                          | Repugnus                                                          | 昆虫型モンスター |
| トランスフォーマー ビクトリー（1989年）（タイムピリオド：2025年）                                  |                                                                   |                                                                   | |
| 03                                                                                                 | ホイルジャック                                                    | Wheeljack                                                         | ランチア・ストラトス |
| 39                                                                                                 | パーセプター                                                      | Perceptor                                                         | ミクロスコープ スコープタンク スコープキャノン |
| C-303                                                                                              | ミネルバ                                                          | Nightbeat                                                         | ポルシェ959 |
| C-304                                                                                              | ライトフット                                                      | Getaway                                                           | マツダ・RX-7 |
| C-305                                                                                              | レインジャー                                                      | Joyride                                                           | バギー |
| C-306                                                                                              | ロードキング                                                      | Slapdash                                                          | F-1カー |
| C-310                                                                                              | ゴッドジンライコンボイ                                            | Apex Optimus Prime                                                | ロードトレイン |
| C-316                                                                                              | ウイングウェーバー                                                | Wingwaver                                                         | ジェット機（ウイング） ホバーボート（ウェーバー） |
| C-317                                                                                              | ダッシュタッカー                                                  | Dashtacker                                                        | スーパーカー（ダッシュ） ハーフトラック（タッカー） |
| C-318                                                                                              | マッハタックル                                                    | Machtackle                                                        | スペースシャトル（マッハ） 4WD（タックル） |
| C-319                                                                                              | ランドクロス                                                      | Landcross                                                         | ジェット機（ウイング） ホバーボート（ウェーバー） スーパーカー（ダッシュ） ハーフトラック（タッカー） スペースシャトル（マッハ） 4WD（タックル）                                                            |
| C-320                                                                                              | ブラッカー                                                        | Gripper                                                           | レーシングバギー |
| C-321                                                                                              | ラスター                                                          | Flame                                                             | ランボルギーニ・カウンタック |
| C-322                                                                                              | ブレイバー                                                        | Motorvator Lightspeed                                             | フェラーリ・F40 |
| C-323                                                                                              | ロードシーザー                                                    | Road Caesar                                                       | レーシングバギー（ブラッカー） ランボルギーニ・カウンタック（ラスター） フェラーリ・F40（ブレイバー） |
| C-324                                                                                              | スターセイバー                                                    | Star Saber                                                        | スペースジェット |
| C-325                                                                                              | グレートショット                                                  | Greatshot                                                         | レーザーガン ジェット機 装甲車 戦車 サイ ウイングリノ |
| C-326                                                                                              | ギャラクシーシャトル                                              | Galaxy-Shuttle                                                    | オライオン 移動攻撃基地 |
| C-327                                                                                              | ビクトリーレオ                                                    | Victory Leo                                                       | スペースグライダー ライオン |
| C-328                                                                                              | ビクトリースターセイバー                                          | Victory Star Saber                                                | スーパースペースジェット |
| C-331                                                                                              | レスキューパトロールチーム                                        | Rescue Patrol                                                     | パトカー（ホーリー） 消防車（ファイヤー） 哨戒艦艇（ボーダー） 救急車（ピーポー） |
| トランスフォーマーZ（1990年）（タイムピリオド：203X年）                                            |                                                                   |                                                                   | |
| C-200                                                                                              | ランダー                                                          | Landmine                                                          | 地雷原処理車 |
| C-201                                                                                              | メタルホーク                                                      | Metalhawk                                                         | ジェット機 |
| C-304                                                                                              | ライトフット                                                      | Getaway                                                           | マツダ・RX-7 |
| C-305                                                                                              | レインジャー                                                      | Joyride                                                           | バギー |
| C-306                                                                                              | ロードキング                                                      | Slapdash                                                          | F-1カー |
| C-311                                                                                              | アークボットBグランドマキシマス                                   | Arkbot B Grand Maximus                                            | バンガードIIアークB サイバトロンベース |
| C-328                                                                                              | ビクトリースターセイバー                                          | Victory Star Saber                                                | スーパースペースジェット |
| C-330                                                                                              | ムーンレーダー                                                    | Countdown                                                         | 月面探査車 |
| C-331                                                                                              | レスキューパトロールチーム                                        | Rescue Patrol                                                     | パトカー（ホーリー） 消防車（ファイヤー） 哨戒艦艇（ボーダー） 救急車（ピーポー） |
| C-332                                                                                              | バトルパトロールチーム                                            | Battle Patrol                                                     | 戦車（ガンリフト） E-2航空機（サンランナー） ミサイル戦車（パワーボム） マシンガン装甲車（サイドトラック）                                                                                                  |
| C-333                                                                                              | スーパーカーパトロールチーム                                      | SportsCar Patrol                                                  | フォード・プローブGT（ブラックヒート） シボレーコルベット（デッドアワー） プリマスX2S（ギンガム） フェラーリ408（ロードハガー）                                                                             |
| C-334                                                                                              | レースカーパトロールチーム                                        | RaceCar Patrol                                                    | デロリアン12（グロリアン） ランボルギーニカウンタック（ホイルラン） ポルシェ962C（スピンチェンジ） ポンティアック・ファイアーバード（ロードハンドラー）                                                     |
| C-335                                                                                              | オフロードパトロールチーム                                        | OffRoad Patrol                                                    | スズキサムライ（ナットシェル） トヨタハイラックス（フットデモ） トヨタ・タウンエース（フラック） トレーラートラック（フリード）                                                                             |
| C-336                                                                                              | ジェットパトロールチーム                                          | AirStrike Patrol                                                  | ダッソー・ラファール（スタークラウド） A-10サンダーボルトII（ウインドリム） ステルス戦闘機（ウィスパー） F-14トムキャット（ナイトフライト）                                                                 |
| C-337                                                                                              | ロードジェット                                                    | Overload                                                          | トレーラートラック |
| C-338                                                                                              | ミサイルブル                                                      | Roughstuff                                                        | トレーラートラック |
| C-339                                                                                              | クレーガン                                                        | Erector                                                           | クレーントレーラー |
| C-340                                                                                              | スカイウェイブ                                                    | Flattop                                                           | ジェット戦闘機 |
| C-341                                                                                              | グラスピット                                                      | Greasepit                                                         | モンスタートラック |
| C-342                                                                                              | オーバーエアー                                                    | Airwave                                                           | F-14トムキャット |
| C-343                                                                                              | ホットハウス                                                      | Hothouse                                                          | A-10サンダーボルトII |
| C-344                                                                                              | アイアンワークス                                                  | Ironworks                                                         | トレーラートラック |
| C-345                                                                                              | ガンランナー                                                      | Gunrunner                                                         | ポンティアック・ファイアーバード |
| C-346                                                                                              | デッドホイラー                                                    | Deadwheeler                                                       | ランボルギーニカウンタック |
| C-347                                                                                              | ソニックボンバー                                                  | Sonic Bomber                                                      | ジェット機 |
| C-348                                                                                              | ダイアトラス                                                      | Dai Atlas                                                         | シャトル |
| C-349                                                                                              | ロードファイヤー                                                  | Roadfire                                                          | 戦車 |
| C-350                                                                                              | ラビクレーター                                                    | Rabbicrater                                                       | スーパーカー |
| C-351                                                                                              | ビルドパトロールチーム                                            | Construction Patrol                                               | ミキサー車（テイクダウン） ブルドーザー（ニュートロ） ショベルドーザー（グランドパウンダー） クレーン（クランブル）                                                                                         |
| C-352                                                                                              | スカイパトロールチーム                                            | Air Patrol                                                        | B-2航空機（トレードボルト） MIG-29フルクラム（イーグルアイ） BACコンコルド（スカイハイ） ブリーズマスター（シコルスキーS70）                                                                                |
| C-353                                                                                              | ビッグパワード                                                    | Big Powered                                                       | ジェット機（ソニックボンバー） シャトル（ダイアトラス） 戦車（ロードファイヤー） |
| C-354                                                                                              | ショウキ                                                          | Shouki                                                            | 新幹線0系電車 |
| C-355                                                                                              | ゲツエイ                                                          | Getsuei                                                           | 国鉄EF65形1000番台電気機関車 |
| C-356                                                                                              | ユキカゼ                                                          | Yukikaze                                                          | 新幹線200系電車 |
| C-357                                                                                              | スイケン                                                          | Suiken                                                            | 国鉄153系電車 |
| C-358                                                                                              | セイザン                                                          | Seizan                                                            | 国鉄485系電車 |
| C-359                                                                                              | カエン                                                            | Kaen                                                              | 国鉄DE10形ディーゼル機関車 |
| THE RETURN OF CONVOY（1991年）（タイムピリオド：203X年）                                           |                                                                   |                                                                   | |
| C-360                                                                                              | スカイギャリー                                                    | Sky-Garry                                                         | 巨大ジェット機 |
| C-361                                                                                              | ビッグトラックチーム                                              | MonsterTruck Patrol                                               | セミトレーラー（ビッグホーラー） レッカー車（スローポーク） トラクター（ヘビートレード） フォードブロンコ（ハイドロリック）                                                                                 |
| C-362                                                                                              | ホットロッドチーム                                                | HotRod Patrol                                                     | ウィリークーパー（ルーカス） シボレー（グリース） マスタング（バニシング） フォードクーペ（レッグス） |
| C-363                                                                                              | ミリタリーチーム                                                  | Military Patrol                                                   | 戦車（ボンブショック） ヘリコプター（トレーサー） ジープ（グロウル） 装甲車（ドロップショット） |
| C-364                                                                                              | シャトルロケットWチーム                                           | Astro Squad                                                       | スペースシャトル（フェイサー&ブレストマスター） ロケットトレーラー（ムーンロック&ミサイルマスター） |
| C-365                                                                                              | ファイヤータンカーWチーム                                         | Metro Squad                                                       | 消防車（ホイールブリーズ&ロードバーナー） タンクローリー（オイラー&スライド） |
| C-366                                                                                              | レーダーホバーWチーム                                             | Astro-Metro Squad                                                 | ホバークラフト（パワーラン&ストライクダウン） レーダートラック（バラージ&ヘイブ） |
| C-367                                                                                              | ダンプショベルWチーム                                             | Constructor Squad                                                 | ダンプトラック（スレッジ&ハンマー） ショベルトレーラー（グリット&ノックアウト） |
| C-368                                                                                              | クレーンキャノンWチーム                                           | Constructor-Battle Squad                                          | クレーントレーラー（ストーンクランチャー&エクスカベイター） 大砲車（ダイレクトヒット&パワーパンチ） |
| C-369                                                                                              | ジェットタンクWチーム                                             | Battle Squad                                                      | SR-71航空機（ファイアショット&バンキッズ） タンクトレーラー（メルトダウン&ハーフトラック） |
| C-370                                                                                              | シックスライナー                                                  | Dominus Trannis                                                   | 新幹線100系電車（リーフ） 国鉄D51形蒸気機関車（ディーゴ） 国鉄EF66形電気機関車（ナイト） TGV（アラン） 東海道新幹線（スパーク） JR東日本651系電車（ジョー）                                                 |
| C-371                                                                                              | グランダス                                                        | Grandus                                                           | クローラートランスポーター 移動要塞 |
| C-372                                                                                              | スターコンボイ                                                    | Optimus Prime                                                     | 大砲車 移動攻撃基地 |
| C-373                                                                                              | レスキューパトロールチーム                                        | Rescue Patrol                                                     | パトカー（ホーリー） 消防車（ファイヤー） 哨戒艦艇（ボーダー） 救急車（ピーポー） |
| C-374                                                                                              | バトルパトロールチーム                                            | Battle Patrol                                                     | 戦車（ガンリフト） E-2航空機（サンランナー） ミサイル戦車（パワーボム） マシンガン装甲車（サイドトラック）                                                                                                  |
| C-375                                                                                              | スーパーカーパトロールチーム                                      | SportsCar Patrol                                                  | フォード・プローブGT（ブラックヒート） シボレーコルベット（デッドアワー） プリマスX2S（ギンガム） フェラーリ408（ロードハガー）                                                                             |
| トランスフォーマー 合体大作戦（1992年）（タイムピリオド：203X年）                                  |                                                                   |                                                                   | |
| TF-01                                                                                              | シックスビルダー                                                  | Landfill                                                          | ショベルドーザー（グランアーム） ブルドーザー（クラッシュブル） クレーン（アイアンリフト） 油圧ショベル（ディッガー） ミキサー車（ミキシング） ダンプカー（トレッダー）                                     |
| TF-02                                                                                              | シックスウィング                                                  | Superion                                                          | B-1航空機（ミサイルラン） AH-64 アパッチ（チェーンガン） コンコルド（スーパーソニック） スペースシャトル（レイカー） F-16戦闘機（ファルコン） スホーイ戦闘機（フランカー）                                  |
| TF-03                                                                                              | シックスターボ                                                    | Defensor                                                          | ホンダ・NSX（ロードポリス） ホンダ・ゴールドウイング（グライド） フォーミュラカー（サーキット） ランボルギーニ・ディアブロ（ネオホイール） 救急車（サイレーン） 消防車（ディスチャージ）                    |
| TF-04                                                                                              | ガードシティ                                                      | Guard City                                                        | 消防車（ファイヤーチーフ） UH-1航空機（フライアップ） フェアレディZ 300ZX（ストリートスター） ポリスバイク（スパークライド） 救急車（セーフティ）                                                           |
| TF-05                                                                                              | シックストレイン                                                  | Rail-Racer                                                        | 新幹線300系電車（ディザイアー） TGV-A（アトラン） JR東海371系電車（レイズ） 国鉄D51形蒸気機関車（サンディーゴ） 新幹線400系電車（ウィンディー） JR貨物EF500形電気機関車（コンバーター）                     |
| TF-06                                                                                              | スピンロード                                                      | Flash                                                             | ランボルギーニ・ディアブロ |
| TF-07                                                                                              | ファイヤーロード                                                  | Scorch                                                            | トラック |
| TF-08                                                                                              | チェッカーロード                                                  | Hurricane                                                         | ポルシェ・917 |
| TF-09                                                                                              | マッハロード                                                      | Boss                                                              | コンセプトカー |
| トランスフォーマー G-2（1995年）（タイムピリオド：199X年）                                         |                                                                   |                                                                   | |
| TRF-01                                                                                             | オプティマスコンボイ                                              | Optimus Prime                                                     | ミサイル車 |
| TRF-03                                                                                             | エフェクトロ                                                      | Electro                                                           | フォード・F |
| TRF-04                                                                                             | オートボルト                                                      | Volt                                                              | フォード・クーペ |
| TRF-11                                                                                             | ロードロケット                                                    | Road-Rocket                                                       | ヤマハ・GTS1000 |
| TRF-13                                                                                             | バトルコンボイ                                                    | Laser Optimus Prime                                               | 大砲タンカー |
| TRF-14                                                                                             | エアロレードシーカー                                              | Air-Raid Seeker                                                   | F-117航空機 |
| TRF-15                                                                                             | ストレイフ                                                        | Strafe                                                            | SU-47航空機 |
| TRF-16                                                                                             | ジェットファイヤー                                                | Jetfire                                                           | F-22戦闘機 |
| トランスフォーマー ビーストウォーズ（1997年 - 1998年）（タイムピリオド：400万年前）                |                                                                   |                                                                   | |
| C-1                                                                                                | オプティマスコンボイ                                              | Optimus Primal                                                    | ゴリラ |
| C-2                                                                                                | ホワイトクロー                                                    | Polar Claw                                                        | シロクマ |
| C-3                                                                                                | チータス                                                          | Cheetor                                                           | チーター |
| C-4                                                                                                | ダイノボット                                                      | Dinobot                                                           | ヴェロキラプトル |
| C-5                                                                                                | ラットル                                                          | Rattrap                                                           | ネズミ |
| C-6                                                                                                | コンボバット                                                      | Bat Optimus Primal                                                | コウモリ |
| C-7                                                                                                | ライノックス                                                      | Rhinox                                                            | サイ |
| C-8                                                                                                | タイガトロン                                                      | Tigatron                                                          | ホワイトタイガー |
| C-9                                                                                                | ハウリンガー                                                      | Wolfgang                                                          | オオカミ |
| C-10                                                                                               | エアラザー                                                        | Airazor                                                           | ハヤブサ |
| C-11                                                                                               | サイバーシャーク                                                  | Cybershark                                                        | シュモクザメ |
| VS-X1                                                                                              | アルマー                                                          | Armordillo                                                        | アルマジロ |
| トランスフォーマー ビーストウォーズII（1998年 - 1999年）（タイムピリオド：数万年後）               |                                                                   |                                                                   | |
| C-12                                                                                               | アパッチ                                                          | B'Boom                                                            | マンドリル |
| C-13                                                                                               | ビッグホーン                                                      | Bonecrusher                                                       | アメリカバイソン |
| C-14                                                                                               | タスマニアキッド                                                  | Snarl                                                             | タスマニアデビル |
| C-15                                                                                               | スクーバ                                                          | Claw Jaw                                                          | イカ |
| C-16                                                                                               | ライオコンボイ                                                    | Lio Primal                                                        | ホワイトライオン |
| C-17                                                                                               | ビッグモス                                                        | Transquito                                                        | 蚊 |
| C-18                                                                                               | パワーハッグ                                                      | Retrax                                                            | ダンゴムシ |
| C-19                                                                                               | トンボット                                                        | Jetstorm                                                          | トンボ |
| C-20                                                                                               | マンティス                                                        | Manterror                                                         | カマキリ |
| C-21                                                                                               | ドリルナッツ                                                      | Drill Bit                                                         | ゾウムシ |
| C-22                                                                                               | シザーボーイ                                                      | Powerpinch                                                        | ハサミムシ |
| C-23                                                                                               | DJ                                                                | Cicadacon                                                         | セミ |
| C-24                                                                                               | モーターアーム                                                    | Ram Horn                                                          | カブトムシ |
| C-25                                                                                               | ギムレット                                                        | Sea Clamp                                                         | ロブスター |
| C-26                                                                                               | ライオジュニア                                                    | Prowl                                                             | ライオン |
| C-27                                                                                               | スカイワープ                                                      | Silverbolt                                                        | ワシ |
| C-28                                                                                               | サントン                                                          | Ironhide                                                          | ゾウ |
| X-2                                                                                                | ダイバー                                                          | Spittor                                                           | カエル |
| X-3                                                                                                | トリプルダクス                                                    | Tripredacus                                                       | セミ（DJ） カブトムシ（モーターアーム） ロブスター（ギムレット） |
| X-4                                                                                                | マグナボス                                                        | Magnaboss                                                         | ライオン（ライオジュニア） ワシ（スカイワープ） ゾウ（サントン） |
| X-5                                                                                                | イカード&タコタンク                                               | Ikard & Tako Tank                                                 | イカ（イカード） タコ、移動攻撃基地、オートバイ（タコタンク） |
| S-2                                                                                                | ムーン                                                            | Moon                                                              | ウサギ |
| トランスフォーマー ビーストウォーズネオ（1999年）（タイムピリオド：数万年後）                      |                                                                   |                                                                   | |
| C-29                                                                                               | ロングラック                                                      | Longrack                                                          | キリン |
| C-30                                                                                               | コラーダ                                                          | Cohrada                                                           | コブラ |
| C-31                                                                                               | スタンピー                                                        | Stampy                                                            | ウサギ |
| C-32                                                                                               | ブレイク                                                          | Break                                                             | ペンギン |
| C-33                                                                                               | ロックバスター                                                    | Rockbuster                                                        | カニ |
| C-34                                                                                               | ランディー                                                        | Randy                                                             | イノシシ |
| C-35                                                                                               | ビッグコンボイ                                                    | Big Convoy                                                        | マンモス |
| C-36                                                                                               | マッハキック                                                      | Mack Kick                                                         | ウマ |
| C-37                                                                                               | シャープエッジ                                                    | Sharp Edge                                                        | ノコギリザメ |
| C-38                                                                                               | バンプ                                                            | Bump                                                              | アルマジロ |
| C-39                                                                                               | サバイブ                                                          | Survive                                                           | クマ |
| S-3                                                                                                | ハインラッド                                                      | Heinrad                                                           | タヌキ |
| トランスフォーマー ビーストウォーズメタルス（1999年 - 2000年）（タイムピリオド：400万年前）        |                                                                   |                                                                   | |
| C-40                                                                                               | メタルスコンボイ                                                  | Transmetal Optimus Primal                                         | ゴリラ |
| C-41                                                                                               | シルバーボルト                                                    | Fuzor Silverbolt                                                  | オオカミ&ワシ |
| C-42                                                                                               | メタルスチータス                                                  | Transmetal Cheetor                                                | チーター |
| C-43                                                                                               | メタルスラットル                                                  | Transmetal Rattrap                                                | ネズミ |
| C-44                                                                                               | メタルスライノックス                                              | Transmetal Rhinox                                                 | サイ |
| C-45                                                                                               | メタルスエアラザー                                                | Transmetal Airazor                                                | ハヤブサ |
| C-46                                                                                               | デプスチャージ                                                    | Depth Charge                                                      | オニイトマキエイ |
| C-47                                                                                               | パワードコンボイ                                                  | Optimal Optimus Primal                                            | ゴリラ ジェット機 トレーラートラック |
| C-48                                                                                               | メタルスブラックウィドー                                          | Transmetal 2 Blackarachnia                                        | セアカゴケグモ |
| C-49                                                                                               | メタルスチータス2                                                 | Transmetal 2 Cheetor                                              | チーター |
| C-50                                                                                               | タイガーファルコン                                                | Tigerhawk                                                         | ホワイトタイガー&ハヤブサ |
| トランスフォーマー カーロボット（2000年）（タイムピリオド：今年）                                  |                                                                   |                                                                   | |
| 0001                                                                                               | 来留間ティーアイちゃん                                            | Little T-AI Kuruma                                                | |
| C-000                                                                                              | カーロボ3兄弟 DX3体セット                                         | 3 Autobot Brothers DX 3-Set                                       | メルセデス・ベンツ・Mクラス（ワイルドライド） ランボルギーニ・ディアブロ（マッハアラート） ダッジ・バイパー（スピードブレイカー）                                                                           |
| C-001                                                                                              | スーパーファイヤーコンボイ                                        | Unit-1 "Super Optimus Prime"                                      | 消防車 |
| C-002                                                                                              | ワイルドライド                                                    | Unit-2 "X-Brawn"                                                  | 4WD（メルセデス・ベンツ・Mクラス） |
| C-003                                                                                              | マッハアラート                                                    | Unit-3 "Prowl"                                                    | パトカー（ランボルギーニ・ディアブロ） |
| C-004                                                                                              | スピードブレイカー                                                | Unit-4 "Side-Burn"                                                | スポーツカー（ダッジ・バイパー） |
| C-005                                                                                              | アートファイヤー                                                  | Hot-Shot                                                          | スポーツカー（ポルシェ・959） |
| C-006                                                                                              | イーグルキラーオプティマスプライム                                | R.E.V. Optimus Prime                                              | スーパーカー（ランボルギーニ・ディアブロ） |
| C-007                                                                                              | ウォーズ                                                          | W.A.R.S.                                                          | ストックカー（フォード・サンダーバード） |
| C-008                                                                                              | エックスカー                                                      | Crosswise                                                         | ミッドシップカー |
| C-009                                                                                              | オックス                                                          | Ironhide                                                          | 小型トラック（フォード・F150） |
| C-010                                                                                              | カウンターアロー                                                  | Mirage                                                            | F1カー（ローラ・T94） |
| C-011                                                                                              | スパイチェンジャー DX6体セット                                    | Spy Changers DX 6-Set                                             | ポルシェ・959（アートファイヤー） ランボルギーニ・ディアブロ（イーグルキラー） フォード・サンダーバード（ウォーズ） スポーツカー（エックスカー） フォード・F150（オックス） ローラ・T94（カウンターアロー） |
| C-012                                                                                              | ジェイファイブ（J-5）                                             | Railspike                                                         | 新幹線500系電車 |
| C-013                                                                                              | ジェイセブン（J-7）                                               | Rapid-Run                                                         | 新幹線700系電車 |
| C-014                                                                                              | ジェイフォー（J-4）                                               | Midnight-Express                                                  | 新幹線E4系電車 |
| C-015                                                                                              | ジェイアーレックス（J-RX）                                        | Rail-Racer                                                        | スーパートレイン |
| C-016                                                                                              | インディヒート                                                    | Skid-Z                                                            | インディカー |
| C-017                                                                                              | レッカーフック                                                    | Tow-Line                                                          | レッカー車 |
| C-018                                                                                              | ビルドボーイ                                                      | Wedge                                                             | ブルドーザー |
| C-019                                                                                              | ビルドハリケーン                                                  | Grimlock                                                          | 油圧ショベル |
| C-020                                                                                              | ビルドタイフーン                                                  | Heavy-Load                                                        | ダンプカー |
| C-021                                                                                              | ビルドサイクロン                                                  | Hightower                                                         | クレーン |
| C-022                                                                                              | ビルドキング                                                      | Landfill                                                          | ブルドーザー（ビルドボーイ） 油圧ショベル（ビルドハリケーン） ダンプトラック（ビルドタイフーン） クレーン（ビルドサイクロン）                                                                               |
| C-023                                                                                              | ゴッドマグナス                                                    | Omega Ultra Magnus                                                | キャノンキャリア |
| C-024                                                                                              | スーパーワイルドライド                                            | Super Unit-2 "X-Brawn"                                            | 4WD（メルセデス・ベンツ・Mクラス） |
| C-025                                                                                              | スーパーマッハアラート                                            | Super Unit-3 "Prowl"                                              | パトカー（ランボルギーニ・ディアブロ） |
| C-026                                                                                              | スーパースピードブレイカー                                        | Super Unit-4 "Side-Burn"                                          | スポーツカー（ダッジ・バイパー） |
| C-027                                                                                              | アークボットBブレイブマキシマス                                   | Arkbot B Fortress Maximus                                         | バンガードIIアークB サイバトロンベース |
| C-028                                                                                              | スーパーインディヒート                                            | Super Skid-Z                                                      | インディカー |
| C-029                                                                                              | スーパーレッカーフック                                            | Super Tow-Line                                                    | レッカー車 |
| C-030                                                                                              | スーパーアートファイヤー                                          | Super Hot-Shot                                                    | スポーツカー（ポルシェ・959） |
| C-031                                                                                              | スーパーイーグルキラーオプティマスプライム                        | Super R.E.V. Optimus Prime                                        | スーパーカー（ランボルギーニ・ディアブロ） |
| C-032                                                                                              | スーパーウォーズ                                                  | W.A.R.S.                                                          | ストックカー（フォード・サンダーバード） |
| C-033                                                                                              | スーパーエックスカー                                              | Super Crosswise                                                   | ミッドシップカー |
| C-034                                                                                              | スーパーオックス                                                  | Super Ironhide                                                    | 小型トラック（フォード・F150） |
| C-035                                                                                              | スーパーカウンターアロー                                          | Super Mirage                                                      | F1カー（ローラ・T94） |
| C-XXX                                                                                              | ゴッドファイヤーコンボイ                                          | Omega Ultra Unit-1 "Super Optimus Prime"                          | 消防車（ファイヤーコンボイ） キャノンキャリア（ゴッドマグナス） |
| D-12                                                                                               | アーマードコープスマグナス                                        | Bludgeon Magnus                                                   | M1エイブラムス |
| D-13                                                                                               | ステルスセイバー&ビクトリーボンバー                               | Dreadwind Saber & Smokejumper Bomber                              | ジェット戦闘機（ステルスセイバー） B-2 スピリット（ビクトリーボンバー） |
| D-14                                                                                               | ウィングスタン                                                    | Skyfire                                                           | ラファール戦闘機 |
| D-15                                                                                               | エアーハンター                                                    | Wind-Sheer                                                        | F-22戦闘機 |
| D-17                                                                                               | スカウトスティンガーコンボイ                                      | Scoutstinger Prime                                                | ダンプカー |
| D-18                                                                                               | スカウトスラッシャー                                              | Scoutslasher                                                      | ホイールローダー |
| D-19                                                                                               | スカウトジェット                                                  | Scoutjet                                                          | F/A-18 ホーネット |
| D-20                                                                                               | スカウトランチャー                                                | Scoutlauncher                                                     | 装甲車 |
| トランスフォーマー マイクロン伝説（2003年）（タイムピリオド：2010年）                              |                                                                   |                                                                   | |
| MC-01                                                                                              | オプティマスコンボイスーパーモード                                | Optimus Prime Super Mode                                          | トレーラートラック |
| MC-02                                                                                              | ラチェット                                                        | Red-Alert                                                         | SUV型の救急車（4WD車）（日産・サファリ） |
| MC-03                                                                                              | ホットロッド                                                      | Hot-Shot                                                          | 黄色いスポーツカー（アウディ・TT） |
| MC-04                                                                                              | グラップ                                                          | Smokescreen                                                       | クレーン |
| MC-05                                                                                              | サイバーホーク                                                    | Laserbeak                                                         | ビデオカメラ レーザーガン |
| MC-06                                                                                              | STDオプティマスコンボイスーパーモード                             | STD Optimus Prime Super Mode                                      | トレーラートラック |
| MC-07                                                                                              | デバスター                                                        | Scavenger                                                         | ブルドーザー |
| MC-08                                                                                              | シルバーボルト                                                    | Blurr                                                             | プロトタイプカー（フェラーリ・F50） |
| MC-09                                                                                              | ジェットファイヤー                                                | Jetfire                                                           | スペースシャトル |
| MC-10                                                                                              | ステッパー                                                        | Sideswipe                                                         | スポーツセダン（日産・スカイライン） |
| MC-11                                                                                              | グラップ スーパーモード                                           | Hoist                                                             | ショベルカー |
| MC-12                                                                                              | ラチェット スーパーモード                                         | Powerlinx Red-Alert                                               | ファイヤーチーフカー（日産・サファリ） |
| MC-13                                                                                              | ホットロッド スーパーモード                                       | Powerlinx Hot-Shot                                                | 赤いスポーツカー（アウディ・TT） |
| MC-14                                                                                              | ウルトラノックアウトマグナス                                      | Overload Megaweapon Magnus                                        | トレーラー |
| MC-XX                                                                                              | ウルトラマグナコンボイ DXセット                                   | Optimus Prime Megaweapon Magnus DX Set                            | ロードトレイン（マグナコンボイ） オートバイ（ウィーリー） スケートボード（バンク） スクーター（アーシー）                                                                                                   |
| ML-USA-01                                                                                          | ジェットファイヤー スーパーモード                                 | Powerlinx Jetfire                                                 | スペースシャトル |
| ML-USA-04                                                                                          | ライノックス                                                      | Rhinox                                                            | サイ |
| ML-USA-05                                                                                          | チータス                                                          | Cheetor                                                           | チーター |
| ML-USA-06                                                                                          | エアラザー                                                        | Airazor                                                           | ハヤブサ |
| MM-01                                                                                              | ストリートアクションマイクロン（バンブル）                        | Street Action Mini-Con Team（Perceptor）                          | オートバイ（ウィーリー） スケートボード（バンク） スクーター（アーシー） |
| MM-02                                                                                              | エアディフェンスマイクロン（スターセイバー）                      | Air Defense Mini-con Team（Star Saber）                           | ジャンボジェット（ソニック・クルーザー）（ジェッター） ジェット機（コンコルド）（マッハ） スペースシャトル（スペースビークル）（シャトラー）                                                                |
| MM-03                                                                                              | ランドミリタリーマイクロン                                        | Land Military Team                                                | ミサイル車（自走砲）（ボム） 双発のミサイルタンク（臼砲）（クラック） 装甲車（ショット） |
| MM-04                                                                                              | デストラクションマイクロン                                        | Destruction Mini-Con Team                                         | 切削機（バケットホイール型掘削車）（ホイール） ドリル建設車（ドリルタンク）（クラッシュ） ミサイルタンク（対空戦車）（ダスター）                                                                            |
| MM-05                                                                                              | レースマイクロン（コスモテクター）                                | Race Mini-Con Team（Skyboom Shield）                              | インディーカー（インディー） オフロードカー（ラリーカー）（ドリフト） ロードレースカー（プロトタイプカー）（スピン）                                                                                        |
| MM-06                                                                                              | ストリートスピードマイクロン                                      | Street Speed Mini-Con Team                                        | アメリカンセダン（キャデラック・EVOQ）（オート） イタリアンスポーツカー（サリーン・S7）（ニトロ） ベンツ（メルセデス・ベンツ Eクラス）（ジーク）                                                            |
| MM-13                                                                                              | スペースマイクロン（アストロブラスター）                          | Space Mini-Con Team（Requiem Blaster）                            | 衛星（宇宙ステーション）（ミール） ロケット（アポロ） ロケット輸送車（ロケットトランスポーター）（ムーブ）                                                                                                  |
| MM-16                                                                                              | アドベンチャーマイクロン                                          | Adventure Mini-Con Team                                           | バギー（スパイク） 雪上車（ジャンク） SUV（ウィンチ） |
| MM-20                                                                                              | エマージェンシーマイクロン                                        | Emergency Mini-Con Team                                           | 消防車、ミサイルポッド（ドラフト） パトカー、ハンドガン（プロール） チルトローター機、ダブルガトリングランチャー（ツイスト）                                                                                |
| MB-01                                                                                              | ロッド                                                            | Drop-Test                                                         | ランボルギーニ・ディアブロ |
| MB-02                                                                                              | アトラス                                                          | Atlas                                                             | ランボルギーニ・ディアブロ |
| LINK-01                                                                                            | サーボ レッドライン フラットアウト                                | Servo Redline Flat-Out                                            | メルセデス・ベンツ・Eクラス（サーボ） キャデラック・EVOQ（レッドライン） サリーン・S7（フラットアウト） |
| LINK-05                                                                                            | ファルシア                                                        | Falcia                                                            | ステルス戦闘機 |
| LINK-06                                                                                            | コンバスタ                                                        | Combusta                                                          | 爆撃機 |
| LINK-07                                                                                            | トゥワール                                                        | Twirl                                                             | ステルス爆撃機 |
| LINK-11                                                                                            | キングボルト                                                      | Kingbolt                                                          | パトカー |
| LINK-12                                                                                            | インパルサー                                                      | Impulsor                                                          | ティルトローター |
| LINK-13                                                                                            | クェンチ                                                          | Quench                                                            | 消防車 |
| レスキューヒーロー ゴーボッツ（2003年）（タイムピリオド：今年）                                    |                                                                   |                                                                   | |
| GO-01                                                                                              | マックス                                                          | Max the Gorilla-Bot                                               | ゴリラ |
| GO-02                                                                                              | ビリー                                                            | Billy the Buzzer-Bot                                              | ハチ |
| GO-03                                                                                              | チャック                                                          | Cheetor                                                           | チーター |
| GO-04                                                                                              | グレッグ                                                          | Reptron                                                           | ヴェロキラプトル |
| GO-05                                                                                              | ベック                                                            | Beck the Strong-Bot                                               | リッパドーザー |
| GO-06                                                                                              | ロバート                                                          | Robert the Fire-Bot                                               | 指揮車 |
| GO-07                                                                                              | スミス                                                            | Smith the Prowl-Bot                                               | パトカー |
| GO-08                                                                                              | テッド                                                            | Ted the Speed-Bot                                                 | スポーツカー |
| GO-09                                                                                              | ポール                                                            | Paul the Mirage-Bot                                               | インディカー |
| GO-10                                                                                              | ポリスマンピート                                                  | Policeman Pete                                                    | パトカー |
| GO-11                                                                                              | チャーリーチョッパー                                              | Charlie Chopper                                                   | ヘリコプター |
| GO-12                                                                                              | マイケル                                                          | Michael the Aero-Bot                                              | ジェット |
| GO-13                                                                                              | ジェイジェイ（JJ）                                                | Silverbolt the Silver-Bot                                         | ジェット |
| GO-14                                                                                              | キッド                                                            | Kid the Aero-Bot II                                               | レースカー |
| GO-15                                                                                              | ポールJr.                                                         | Paul Jr. the Speed-Bot II                                         | インディカー |
| GO-16                                                                                              | ゴング                                                            | Gong the Strong-Bot II                                            | ダンプカー |
| GO-17                                                                                              | ジョージ                                                          | Tigertron                                                         | トラ |
| GO-18                                                                                              | レスキューロイ                                                    | Rescue Roy                                                        | 消防車 |
| GO-19                                                                                              | ランディー                                                        | Randy the Scrap-Bot                                               | 回収リッパドーザー |
| トランスフォーマー バイナルテック（2003年 - 2008年）（タイムピリオド：今年）                       |                                                                   |                                                                   | |
| BT-01                                                                                              | スモークスクリーン                                                | Smokescreen                                                       | スバル・インプレッサ |
| BT-02                                                                                              | ランボル                                                          | Sideswipe                                                         | ダッジ・バイパー |
| BT-03                                                                                              | ストリーク                                                        | Bluestreak                                                        | スバル・インプレッサ |
| BT-04                                                                                              | ハウンド                                                          | Hound                                                             | ジープ・ラングラー |
| BT-06                                                                                              | トラックス                                                        | Tracks                                                            | シボレー・コルベット |
| BT-07                                                                                              | スモークスクリーンGT                                              | Smokescreen GT                                                    | スバル・インプレッサ |
| BT-08                                                                                              | マイスター                                                        | Jazz                                                              | マツダ・RX-8 |
| BT-10                                                                                              | グリムロック                                                      | Grimlock                                                          | フォード・マスタング |
| BT-12                                                                                              | オーバードライブ                                                  | Windcharger                                                       | ホンダ・S2000 |
| BT-14                                                                                              | ホイルジャック                                                    | Wheeljack                                                         | フォード・マスタング |
| BT-15                                                                                              | プロール                                                          | Prowl                                                             | ホンダ・インテグラ |
| BT-16                                                                                              | スキッズ                                                          | Skids                                                             | トヨタ・bB |
| BT-18                                                                                              | リジェ                                                            | Mirage                                                            | フォード・GT40 |
| BT-19                                                                                              | ブルーストリーク                                                  | New Bluestreak                                                    | スバル・インプレッサ |
| BT-20                                                                                              | マイスター                                                        | Jazz                                                              | マツダ・RX-8 |
| BT-21                                                                                              | アーシー（RC）                                                    | Arcee（RC）                                                       | ホンダ・S2000 |
| BT-22                                                                                              | オプティマスコンボイ                                              | Optimus Prime                                                     | ダッジ・ラム |
| BTA-01                                                                                             | アラート                                                          | Red-Alert                                                         | スバル・インプレッサ |
| BTA-02                                                                                             | サンストリーカー                                                  | Sunstreaker                                                       | ダッジ・バイパー |
| BTA-03                                                                                             | ブロードブラスト                                                  | Blaster                                                           | トヨタ・bB |
| トランスフォーマー スーパーリンク（2004年）（タイムピリオド：2020年）                              |                                                                   |                                                                   | |
| SC-01                                                                                              | グランドコンボイスーパーモード                                    | Optimus Prime Super Mode                                          | トレーラートラック ファイアー1 ジャイロ2 ディガー3 サブマリン4 |
| SC-02                                                                                              | ホットショット                                                    | Hot-Shot                                                          | スポーツカー（アストンマーティン・V12ヴァンキッシュ） |
| SC-03                                                                                              | インフェルノ                                                      | Inferno                                                           | トラック |
| SC-04                                                                                              | ロードバスター                                                    | Ironhide                                                          | 4WD（三菱・パジェロ） |
| SC-05                                                                                              | スカイファイヤー                                                  | Jetfire                                                           | スペースシャトル |
| SC-06                                                                                              | ブラストアーム                                                    | Strongarm                                                         | ジープ |
| SC-07                                                                                              | エアグライド                                                      | Skyblast                                                          | ジェット機 |
| SC-08                                                                                              | エネルゴンセイバー                                                | Energon Saber                                                     | ジェット機（ソニック・クルーザー）（レーザー） ジェット機（コンコルド）（パルス） スペースシャトル（ビーム）                                                                                                |
| SC-09                                                                                              | クリフジャンパー                                                  | Perceptor                                                         | バギー（チャージ） バイク（ホッパー） ホバークラフト（ランウェイ） |
| SC-10                                                                                              | ロディマスコンボイ                                                | Rodimus Prime                                                     | レーシングトラック |
| SC-11                                                                                              | レッドアラート                                                    | Prowl                                                             | パトカー |
| SC-12                                                                                              | シグナルフレア                                                    | Off Shot                                                          | レーダー車 |
| SC-13                                                                                              | SL（スーパーリンク）グランドコンボイ                              | Powerlinx Optimus Prime                                           | トレーラートラック ファイアー1 ジャイロ2 ディガー3 サブマリン4 |
| SC-14                                                                                              | キッカー・ジョーンズ                                              | Kicker Jones                                                      | トランスフォーム出来ない。 |
| SC-15                                                                                              | ランドマイン                                                      | Landmine                                                          | 装甲回収車（モータースクレイバー） |
| SC-16                                                                                              | エリアル                                                          | Arcee（RC）                                                       | オートバイ |
| SC-17                                                                                              | アルティメットウイングセイバー                                    | Ultimate Wing Saber                                               | ステルス戦闘機 |
| SC-18                                                                                              | オーバードライブ                                                  | Cliffjumper                                                       | オフロードバギー |
| SC-19                                                                                              | ホイルジャック                                                    | Downshift                                                         | スポーツカー（メルセデス・ベンツ・SLKクラス） |
| SC-20                                                                                              | スプラングコンボイ                                                | Bulkhead Prime                                                    | 戦闘ヘリ |
| SC-21                                                                                              | インフェルノV（ボルト）                                           | Roadblock                                                         | クレーン |
| SC-22                                                                                              | オメガスプリーム                                                  | Omega Supreme                                                     | オメガフォートレス オメガグランド オメガバトルシップ オメガフォースガン オメガトレイン オメガクラッシャー                                                                                                   |
| SC-23                                                                                              | ホットショットF（ファイヤー）                                     | Energon Hot-Shot                                                  | スポーツカー（アストンマーティン・V12ヴァンキッシュ） |
| SC-24                                                                                              | ロードバスターW（ワイルド）                                       | Energon Ironhide                                                  | 4WDカー（三菱・パジェロ） |
| SC-25                                                                                              | スカイファイヤーS（ソニック）                                     | Overcast                                                          | スペースシャトル |
| SC-26                                                                                              | スペリオンマキシマス                                              | Superion Maximus                                                  | TU-128航空機（アフターバーナー） SU-50航空機（エアライダー） A-10航空機（スカイダイブ） A-10航空機（スリング） SU-50航空機（ファイヤーボルト）                                                              |
| SL-USA-02                                                                                          | ランドマイン スーパーモード                                       | Landquake                                                         | 装甲回収車 |
| SL-USA-03                                                                                          | オーバードライブ スーパーモード                                   | Beachcomber                                                       | オフロードバギー |
| SL-USA-05                                                                                          | ストロングアーム                                                  | Energon Strongarm                                                 | ジープ |
| SL-USA-06                                                                                          | ウルトラマグナス                                                  | Ultra Megaweapon Magnus                                           | トレーラー |
| MB-01                                                                                              | クローム                                                          | Chrome                                                            | ランボルギーニ・ディアブロ |
| MB-02                                                                                              | サイリスタ                                                        | Road-Rebel                                                        | ランボルギーニ・ディアブロ |
| MB-03                                                                                              | シナプス                                                          | Synapse                                                           | ランボルギーニ・ディアブロ |
| MB-04                                                                                              | レンズ                                                            | Lens                                                              | スペースシャトル |
| MB-05                                                                                              | クォンタム                                                        | Quantum                                                           | コンコルド |
| MB-06                                                                                              | ビーコン                                                          | Snowblind                                                         | ソニック・クルーザー |
| MB-07                                                                                              | マイル                                                            | Mile                                                              | 高速艇 |
| MB-08                                                                                              | ホバー                                                            | Hover                                                             | ホバークラフト |
| MB-09                                                                                              | ソーラー                                                          | Solar                                                             | ソーラーボート |
| MB-10                                                                                              | トルク                                                            | Torque                                                            | SUV |
| MB-11                                                                                              | クランチ                                                          | Crunch                                                            | バギー |
| MB-12                                                                                              | スポイル                                                          | Spoil                                                             | 雪上車 |
| MB2-01                                                                                             | セイバー                                                          | Barnstorm                                                         | ジェット戦闘機 |
| MB2-02                                                                                             | プロセッサ                                                        | Flashdrive                                                        | ジェット戦闘機 |
| MB2-03                                                                                             | トライアック                                                      | Triac                                                             | ジェット戦闘機 |
| MB2-04                                                                                             | エフェクト                                                        | Effect                                                            | 爆撃機 |
| MB2-05                                                                                             | シーカー                                                          | Seeker                                                            | ステルス爆撃機 |
| MB2-06                                                                                             | ブリッツ                                                          | Blitz                                                             | ステルス戦闘機 |
| MB2-07                                                                                             | クラスター                                                        | Cluster                                                           | 消防車 |
| MB2-08                                                                                             | ローター                                                          | Rotor                                                             | ティルトローター |
| MB2-09                                                                                             | グルーブ                                                          | Groove                                                            | パトカー |
| MB2-10                                                                                             | ブレーキ                                                          | Breakage                                                          | バイク |
| MB2-11                                                                                             | ダンパー                                                          | Mudbath                                                           | バギー |
| MB2-12                                                                                             | フィルター                                                        | Kickflip                                                          | ホバークラフト |
| トランスフォーマー ロボットマスターズ（2004年 - 2005年）（タイムピリオド：今年）                   |                                                                   |                                                                   | |
| RM-01                                                                                              | G1コンボイ                                                        | G1 Prime                                                          | バトルコンボイ |
| RM-03                                                                                              | リジェ                                                            | Mirage                                                            | リジェJS11 |
| RM-05                                                                                              | アールブレイド                                                    | Wind-Sheer                                                        | F-22戦闘機 |
| RM-07                                                                                              | バウンドローグ                                                    | Bound-Rouge                                                       | タスマニアデビル |
| RM-11                                                                                              | ビーストコンボイ                                                  | Optimus Primal                                                    | ゴリラ |
| RM-15                                                                                              | スターセイバー                                                    | Star Saber                                                        | スペースジェット |
| RM-16                                                                                              | ビクトリーレオ                                                    | Victory Leo                                                       | スペースグライダー ライオン |
| RM-17                                                                                              | ビクトリースターセイバー                                          | Victory Star Saber                                                | スーパースペースジェット |
| RM-18                                                                                              | ロードロケット                                                    | Road-Rocket                                                       | ヤマハ・GTS1000 |
| RM-20                                                                                              | デルタシーカー                                                    | Air-Raid Seeker                                                   | F-117航空機 |
| RM-21                                                                                              | バーニングビーストコンボイ                                        | Ablaze Optimus Primal                                             | ゴリラ |
| RM-22                                                                                              | ライオコンボイ                                                    | Lio Primal                                                        | ホワイトライオン |
| トランスフォーマー ビーストウォーズリターンズ（2004年 - 2005年）（タイムピリオド：さらに後の未来） |                                                                   |                                                                   | |
| BR-01                                                                                              | オプティマスコンボイ                                              | Blast-Punch Optimus Primal                                        | ゴリラ |
| BR-02                                                                                              | チータス                                                          | Cheetor                                                           | チーター |
| BR-03                                                                                              | ラットル                                                          | Rattrap                                                           | ネズミ |
| BR-04                                                                                              | ブラックウィドー                                                  | Blackarachnia                                                     | セアカゴケグモ |
| BR-09                                                                                              | ナイトスクリーム                                                  | Nightscream                                                       | コウモリ |
| BR-10                                                                                              | シルバーボルト                                                    | Silverbolt                                                        | コンドル |
| BR-11                                                                                              | ノーブルサヴェッジ                                                | Beast Changer                                                     | 狼男 ドラゴン |
| トランスフォーマー ギャラクシーフォース（2005年）（タイムピリオド：202X年）                        |                                                                   |                                                                   | |
| 00                                                                                                 | セイバートロンプライマス                                          | Cybertron Primus                                                  | 惑星 |
| GC-01                                                                                              | ギャラクシーコンボイスーパーモード                                | Optimus Prime Super Mode                                          | 消防車 戦闘機 |
| GC-02                                                                                              | エクシリオン                                                      | Hot-Shot                                                          | スポーツカー（キャデラック・シエン） |
| GC-03                                                                                              | ベクタープライム&ルーツ                                           | Vector Prime & Safeguard                                          | 宇宙母艦（ベクタープライム） 戦闘機、銃（ルーツ） |
| GC-04                                                                                              | ドレッドロック                                                    | Jetfire                                                           | 輸送機（ジャンボジェットで、モデルはAN-225航空機） |
| GC-05                                                                                              | ジャックショット                                                  | Overhaul                                                          | オフロードカー（4WDジープ） |
| GC-06                                                                                              | バックパック                                                      | Scattorshot                                                       | 装甲車（バギータイプの小型武装ミサイル一式半装軌装甲兵車で、モデルはミサイルAPC半軌道車） |
| GC-07                                                                                              | マイクロンチーム                                                  | Recon Mini-Con Team                                               | ヘリコプター（ホップ） 4WD（キャデラック・エスカレードEXT）（バンパー） スーパーカー（トヨタ・GT-One）（ブリット）                                                                                          |
| GC-08                                                                                              | オートマイクロン                                                  | Street Speed Mini-Con Team                                        | スーパーカー（キャデラック・EVOQ）（スロー） スーパーカー（サリーン・S7）（シアーナ） スーパーカー（メルセデス・ベンツ・Eクラス）（ガゼンダ）                                                               |
| GC-09                                                                                              | ガードシェル                                                      | Landmine                                                          | ショベルドーザー |
| GC-10                                                                                              | ニトロコンボイ                                                    | Override Prime                                                    | レーシングカー（フォーミュラ1） |
| GC-11                                                                                              | ファストエイド                                                    | Red-Alert                                                         | 救急車（ダッジ・マグナム） |
| GC-12                                                                                              | スキッズ                                                          | Clocker                                                           | オープンカー |
| GC-13                                                                                              | オートランダー                                                    | Brakedown                                                         | ドラッグカー |
| GC-14                                                                                              | ファングウルフ                                                    | Snarl                                                             | オオカミ（狼） |
| GC-15                                                                                              | サイドス                                                          | Backstop                                                          | サイ |
| GC-16                                                                                              | ライガージャック                                                  | Leobreaker                                                        | ライオン |
| GC-17                                                                                              | オートボルト                                                      | Crosswise                                                         | スポーツカー（ブガッティ・ヴェイロン） |
| GC-18                                                                                              | ライブコンボイ                                                    | Evac Prime                                                        | クレーンヘリコプター |
| GC-19                                                                                              | エクシゲイザー                                                    | Cybertron Defense Hot-Shot                                        | 装甲機動車（砲塔を装備した軽装甲機動車で、モデルはM1117装甲警備車） |
| GC-20                                                                                              | バックギルド                                                      | Cybertron Defense Scattorshot                                     | 自走砲（クラスターランチャーを装備した大型自走砲で、モデルは（TOS-1タンク） |
| GC-21                                                                                              | ファストガンナー                                                  | Cybertron Defense Red-Alert                                       | ミサイル装甲車（巨大な大陸間弾道ミサイルを装備したストライカー装甲車で、モデルはOTR-23タンク） |
| GC-22                                                                                              | ソニックボンバー                                                  | Ultimate Wing Saber                                               | 戦闘爆撃機（A-10航空機） |
| GC-23                                                                                              | メガロコンボイ&ホリブル                                           | Metroplex Prime & Drill-Bit                                       | フロントホードーザー（メガロコンボイ） 削岩車（ホリブル） |
| GS-01                                                                                              | ブラー                                                            | Blurr                                                             | スーパーカー（フェラーリ・F50） |
| GS-02                                                                                              | ロングラック                                                      | Longrack                                                          | ショベルカー |
| EX-02                                                                                              | コビーランブル（コビー専用ランブル）                              | Cobybot                                                           | クモ（蜘蛛）型戦車 |
| GF-USA-03                                                                                          | アルマダコンボイ                                                  | Armada Optimus Prime                                              | トレーラートラック |
| GF-USA-04                                                                                          | ブレンダル&キリブル                                               | Quickmix & Stripmine                                              | 巨大ミキサー車（トラックミキサ）（ブレンダル） レーザー工作機（ドリル型掘削機）（キリブル） |
| GF-USA-06                                                                                          | アーマーハイド                                                    | Armorhide                                                         | レッカー車 |
| MB-04                                                                                              | クランプ                                                          | Grip-Lock                                                         | グリッパー車 |
| MB-06                                                                                              | レンチ                                                            | Wrench                                                            | ドラッグカー |
| MB-07                                                                                              | ソケット                                                          | Socket                                                            | トヨタ・GT-One |
| MB-08                                                                                              | プライヤー                                                        | Plier                                                             | キャデラック・エスカレードEXT |
| MB-09                                                                                              | ビット                                                            | Bit                                                               | ヘリコプター |
| MB-10                                                                                              | ダイス                                                            | Dice                                                              | スーパーカー（キャデラック・EVOQ） |
| MB-11                                                                                              | ジャッキ                                                          | Jack                                                              | スーパーカー（メルセデス・ベンツ・Eクラス） |
| MB-12                                                                                              | プラグ                                                            | Plug                                                              | サリーン・S7 |
| トランスフォーマー 恒久の対決（2007年）（タイムピリオド：今年）                                    |                                                                   |                                                                   | |
| MB-01                                                                                              | ラッドローグ                                                      | Radrogue                                                          | パトカー |
| MB-02                                                                                              | グレデター                                                        | Gredator                                                          | オオカミ |
| MB-03                                                                                              | エイペクサス                                                      | Apexus                                                            | トラ |
| MB-04                                                                                              | ウインドレイザー                                                  | Windrazor                                                         | オートバイ |
| MB-10                                                                                              | ディテクタス                                                      | Detectas                                                          | パトカー |
| 変形!ヘンケイ!トランスフォーマー（2008年 - 2009年）（タイムピリオド：今年）                        |                                                                   |                                                                   | |
| C-01                                                                                               | オプティマスコンボイ                                              | Optimus Prime                                                     | トレーラートラック |
| C-02                                                                                               | バンブル                                                          | Bumblebee                                                         | ハッチバック |
| C-03                                                                                               | グリムロック                                                      | Grimlock                                                          | ティラノサウルス |
| C-04                                                                                               | リジェ                                                            | Mirage                                                            | F1カー |
| C-05                                                                                               | ホットロディマス                                                  | Hot-Rodimus                                                       | レーシングカー |
| C-06                                                                                               | スカイファイアー                                                  | Jetfire                                                           | 戦闘機 半ロボット |
| C-07                                                                                               | サンストリーカー                                                  | Sunstreaker                                                       | ランボルギーニ・ガヤルド |
| C-08                                                                                               | プロール                                                          | Prowl                                                             | 日産・フェアレディZ Z33 |
| C-09                                                                                               | ランボル                                                          | Sideswipe                                                         | ランボルギーニ・ガヤルド |
| C-10                                                                                               | ストリーク                                                        | Silverstreak                                                      | 日産・フェアレディZ Z33 |
| C-11                                                                                               | アイアンハイド                                                    | Ironhide                                                          | SUV |
| C-12                                                                                               | チータス                                                          | Cheetor                                                           | チーター |
| C-13                                                                                               | ハウンド                                                          | Hound                                                             | ジープ |
| C-14                                                                                               | ラチェット                                                        | Ratchet                                                           | SUV |
| C-15                                                                                               | インフェルノ                                                      | Inferno                                                           | 消防車 |
| C-16                                                                                               | ダイノボット                                                      | Dinobot                                                           | ヴェロキラプトル |
| C-17                                                                                               | ホットロッド&ジョルト                                             | Hot-Shot & Jolt                                                   | アウディ・TT（ホットロッド） ヘリコプター（ジョルト） |
| C-18                                                                                               | ミニボット アタックチーム                                         | Minibot Attack Team                                               | ハッチバック（クリフ） ランドローバー・ディスカバリー（ゴング） デューンバギー（ビーチコンバー） |
| C-19                                                                                               | ミニボット スパイチーム                                           | Minibot Spy Team                                                  | 戦車（ワーパス） UFO（アダムス） スーパーカー（ウィーリー） |
| C-20                                                                                               | アラート                                                          | Red-Alert                                                         | 日産・フェアレディZ Z33 |
| C-21                                                                                               | スモークスクリーン                                                | Smokescreen                                                       | 日産・フェアレディZ Z33 |
| USA-01                                                                                             | パワーグライド                                                    | Powerglide                                                        | A-10航空機 |
| USA-02                                                                                             | シルバーボルト                                                    | Silverbolt                                                        | コンコルド |
| トランスフォーマー オルタニティ（2009年 - 2012年）（タイムピリオド：今年）                         |                                                                   |                                                                   | |
| A-01                                                                                               | オプティマスコンボイ                                              | Optimus Prime                                                     | 日産・GT-R |
| A-01U                                                                                              | ウルトラマグナス                                                  | Ultra Magnus                                                      | 日産・GT-R |
| A-01D                                                                                              | ダイアトラス                                                      | Dai Atlas                                                         | 日産・GT-R |
| A-03                                                                                               | バンブル                                                          | Bumblebee                                                         | スズキ・スイフト |
| A-03                                                                                               | クリフ                                                            | Cliffjumper                                                       | スズキ・スイフト |
| A-03G                                                                                              | ゴールドバグ                                                      | Goldbug                                                           | スズキ・スイフト |
| トランスフォーマー ユナイテッド（2010年 - 2012年）（タイムピリオド：今年）                         |                                                                   |                                                                   | |
| UN-01                                                                                              | オプティマスコンボイ                                              | Cybertronian Optimus                                              | SFトラック |
| UN-02                                                                                              | バンブル                                                          | Cybertronian Bumblebee                                            | SFカー |
| UN-03                                                                                              | クリフ                                                            | Cybertronian Cliffjumper                                          | SFカー |
| UN-06                                                                                              | オプティマスコンボイ アースモード                                 | Optimus Prime                                                     | トレーラートラック |
| UN-07                                                                                              | バンブル アースモード                                             | Bumblebee                                                         | ハッチバック |
| UN-08                                                                                              | ドリフト                                                          | Drift                                                             | 三菱・FTO |
| UN-11                                                                                              | グラップル                                                        | Grapple                                                           | クレーン |
| UN-12                                                                                              | マイスター                                                        | Jazz                                                              | ポルシェ935ターボ |
| UN-13                                                                                              | トラックス                                                        | Tracks                                                            | シボレー・コルベット |
| UN-15                                                                                              | パーセプター                                                      | Perceptor                                                         | ランドローバー・ディフェンダー |
| UN-16                                                                                              | ブラー                                                            | Blurr                                                             | 三菱・FTO |
| UN-17                                                                                              | チャーパックス                                                    | Kup Pax                                                           | ピックアップトラック |
| UN-18                                                                                              | レックガー                                                        | Wreck-Gar                                                         | オートバイ |
| UN-19                                                                                              | ホイルジャック                                                    | Wheeljack                                                         | シボレー・コルベット |
| UN-22                                                                                              | バトルコンボイ                                                    | Laser Optimus Prime                                               | 大砲タンカー |
| UN-23                                                                                              | ホットロディマスコンボイ                                          | Hot-Rodimus Prime                                                 | スーパーカー |
| UN-24                                                                                              | ワーパス                                                          | Warpath                                                           | 戦車 |
| UN-27                                                                                              | チャージャー                                                      | Windcharger                                                       | シボレー・カマロ |
| UN-28                                                                                              | アクサロン                                                        | Axalon                                                            | 宇宙母艦 |
| UN-30                                                                                              | ビーストコンボイ                                                  | Optimus Primal                                                    | ゴリラ |
| トランスフォーマー ユナイテッドEX（2012年）（タイムピリオド：今年）                                |                                                                   |                                                                   | |
| EX-02                                                                                              | ジェットマスター                                                  | Skyburst                                                          | ステルス機 ゾーンドローン フェミニアドローン マイクロドローン テンスドローン |
| EX-04                                                                                              | グリムマスター                                                    | Grimstone                                                         | スティラコサウルス セイバーリュウドローン イルミナIIIドローン シーザーリュウドローン クロスリュウドローン                                                                                                   |
| EX-05                                                                                              | レースマスター                                                    | Double-Clutch                                                     | マッスルカー ラピデドローン アジャイルドローン シュネルドローン デプレッサドローン |
| EX-07                                                                                              | アサルトマスター                                                  | Destron                                                           | トレーラートラック センチネルドローン ガーディアンドローン アルファドローン ゼータドローン |
| EX-P1                                                                                              | チョッパーマスター                                                | Searchlight                                                       | 救助用ヘリコプター |
| EX-P2                                                                                              | エアーマスター                                                    | Skyhammer                                                         | SU-35戦闘機 |
| EX-P3                                                                                              | マリンマスター                                                    | Undertow                                                          | 工作船 |
| トランスフォーマー ビークール（2013年）（タイムピリオド：今年）                                    |                                                                   |                                                                   | |
| B-01                                                                                               | プロール                                                          | Prowl                                                             | パトカー |
| B-02                                                                                               | ラチェット                                                        | Ratchet                                                           | 救急車 |
| B-03                                                                                               | オプティマスコンボイ                                              | Optimus Prime                                                     | トラック |
| B-04                                                                                               | バンブル                                                          | Bumblebee                                                         | スポーツカー |
| B-05                                                                                               | パワーグライド                                                    | Powerglide                                                        | ジェット機 |
| B-07                                                                                               | センチネル                                                        | Sentinel Prime                                                    | 消防車 |
| B-08                                                                                               | リジェ                                                            | Mirage                                                            | スポーツカー |
| B-09                                                                                               | トップスピン                                                      | Topspin                                                           | スポーツカー |
| B-10                                                                                               | アイアンハイド                                                    | Ironhide                                                          | オフロードカー |
| B-11                                                                                               | スカイファイアー                                                  | Jetfire                                                           | ジェット機 |
| B-12                                                                                               | ECOコンボイ                                                       | Clean Optimus                                                     | 清掃車 |
| B-13                                                                                               | パトロールラチェット                                              | Patrol Ratchet                                                    | ハイウェイパトカー |
| B-15                                                                                               | マイスター                                                        | Jazz                                                              | スポーツカー |
| BS-01                                                                                              | バトルコンボイ                                                    | Battle for the Matrix Optimus                                     | トレーラートラック |
| BS-02                                                                                              | レスキューラチェット                                              | Rescue Ratchet                                                    | レスキューカー |
| G-24                                                                                               | 侍チーム                                                          | Samurai Swordbots                                                 | パトカー（ケンザン） ジェット機（ジンブ） 消防車（ガンオウ） |
| トランスフォーマーGT（2013年）（タイムピリオド：今年）                                             |                                                                   |                                                                   | |
| GT-01                                                                                              | GT-Rプライム                                                      | GT-R Prime                                                        | 日産・GT-R |
| GT-02                                                                                              | GT-Rセイバー                                                      | GT-R Saber                                                        | 日産・GT-R |
| GT-04                                                                                              | GT-Rマキシマス                                                    | GT-R Maximus                                                      | 日産・GT-R |
| トランスフォーマー ジェネレーションズ（2013年 - 2014年）（タイムピリオド：今年）                   |                                                                   |                                                                   | |
| TG-01                                                                                              | オプティマスコンボイ                                              | Optimus Prime                                                     | SFトラック |
| TG-02                                                                                              | マイスター                                                        | Jazz                                                              | SFスポーツカー |
| TG-10                                                                                              | ランボル                                                          | Sideswipe                                                         | SFスポーツカー |
| TG-11                                                                                              | ウルトラマグナス                                                  | Ultra Magnus                                                      | SFトラック |
| TG-12                                                                                              | エアーライダー                                                    | Air-Raid                                                          | SFジェット |
| TG-15                                                                                              | サイバトロン データディスクセット                                 | Autobot Data-Discs                                                | ディスク（リワインド） ディスク（イジェクト） ディスク（サンドル） ディスク（アムホーン） |
| TG-17                                                                                              | ブロードキャスト&スチールジョー                                   | Blaster & Steeljaw                                                | SF装甲車、ラジオディスクレコーダー（ブロードキャスト） ディスク（スチールジョー） |
| TG-19                                                                                              | グリムロック                                                      | Grimlock                                                          | ティラノサウルス |
| TG-21                                                                                              | スプラング                                                        | Springer                                                          | ヘリコプター 装甲車 |
| TG-23                                                                                              | メトロフレックス                                                  | Metroplex                                                         | 宇宙母艦 サイバトロンシティ |
| TG-24                                                                                              | オプティマスコンボイ&ローラー バンブル&ブリーズマスター           | Optimus Prime & Roller Bumblebee & Blazemaster                    | トレーラートラック（コンボイ） SUV（ローラー） スポーツカー（バンブル） ヘリコプター（ブリーズマスター） |
| TG-25                                                                                              | オライオンパックス                                                | Orion Pax                                                         | SFトラック |
| TG-26                                                                                              | ゴールドバグ                                                      | Goldbug                                                           | スポーツカー |
| TG-27                                                                                              | トレイルブレイカー&ホイスト                                       | Trailbreaker & Hoist                                              | SUV（トレイルブレイカー） レッカー車（ホイスト） |
| TG-29                                                                                              | サンドストーム                                                    | Sandstorm                                                         | ヘリコプター バギー |
| TG-31                                                                                              | ライノックス                                                      | Rhinox                                                            | サイ |
| トランスフォーマー クラウド（2014年）（タイムピリオド：今年）                                      |                                                                   |                                                                   | |
| TFC-C01                                                                                            | オプティマスコンボイ                                              | Optimus Prime                                                     | バトルコンボイ |
| TFC-C02                                                                                            | ゴング                                                            | Brawn                                                             | SUV |
| TFC-C03                                                                                            | ホットロディマス                                                  | Hot-Rodimus                                                       | ヘリコプター バギー |
| TFC-C04                                                                                            | ロードバスター                                                    | Ironhide                                                          | ジープ |
| トランスフォーマー レジェンズ（2014年 - 現在）（タイムピリオド：今年）                             |                                                                   |                                                                   | |
| LG-01                                                                                              | ラットル                                                          | Rattrap                                                           | ネズミ |
| LG-02                                                                                              | ビーストコンボイ                                                  | Optimus Primal                                                    | ゴリラ |
| LG-04                                                                                              | ロードバスター                                                    | Roadbuster                                                        | ジープ |
| LG-05                                                                                              | ホワール                                                          | Whirl                                                             | AH-1 コブラ |
| LG-07                                                                                              | ジェットファイアー                                                | Jetfire                                                           | ジェット機 半ロボット |
| LG-08                                                                                              | スワーブ&テイルゲイト                                             | Swerve & Tailgate                                                 | トラック（スワーブ） マッスルカー（テイルゲイト） |
| LG-09                                                                                              | ブレインストーム                                                  | Brainstorm                                                        | SFジェット |
| LG-10                                                                                              | アーシー（RC）                                                    | Arcee（RC）                                                       | スーパーカー |
| LG-11                                                                                              | クロミア                                                          | Chromia                                                           | スーパーバイク |
| LG-12                                                                                              | ウインドブレード                                                  | Windblade                                                         | エンテ型飛行機 |
| LG-14                                                                                              | ウルトラマグナス&アルファートリンコンボイ                         | Ultra Magnus & Alpha Trion Prime                                  | キャリーカー（ウルトラマグナス） スーパーカー（アルファートリン） |
| LG-19                                                                                              | スプラング                                                        | Springer                                                          | ヘリコプター バギー |
| LG-20                                                                                              | スキッズ                                                          | Skids                                                             | ミニバン |
| LG-21                                                                                              | ハードヘッド                                                      | Hardhead                                                          | 戦車 |
| LG-25                                                                                              | ブラー                                                            | Blurr                                                             | スーパーカー |
| LG-27                                                                                              | ブロードキャスト                                                  | Blaster                                                           | エネルギー補給ベース ラジオカセットレコーダー |
| LG-28                                                                                              | リワインド                                                        | Rewind                                                            | 戦車 カセット |
| LG-29                                                                                              | ウィーリー                                                        | Wheelie                                                           | スーパーカー |
| LG-31                                                                                              | アークボットBフォートレスマキシマス                               | Arkbot B Fortress Maximus                                         | バンガードIIアークB サイバトロンベース |
| トランスフォーマー ユナイトウォリアーズ（2015年 - 現在）（タイムピリオド：今年）                   |                                                                   |                                                                   | |
| UW-01                                                                                              | スペリオン                                                        | Superion                                                          | コンコルド、移動攻撃基地（シルバーボルト） F-16戦闘機（スカイダイブ） ハリアー II（ファイアーボルト） ハリアー II（スリング） F-14戦闘機（エアーライダー）                                                  |
| UW-03                                                                                              | ガーディアン                                                      | Defensor                                                          | ローゼンバウアー・パンサー6x6、修理基地、移動攻撃基地（ホットスポット） クレーンヘリコプター（グレイズ） パトカー（ストリートワイズ） ポリスバイク（グルーブ） 救急車（ファーストエイド）                   |
| UW-05                                                                                              | オプティマスコンボイグランドプライム                              | Optimus Maximus                                                   | トレーラートラック（コンボイ） ランボルギーニ・ディアブロ（サンストリーカー） F1カー（リジェ） パトカー（プロール） ピックアップトラック（アイアンハイド）                                                  |
| UW-08                                                                                              | コンピューティコン                                                | Computron                                                         | SFジェット、電子パルスキャノン砲（スキャッターショット） ドリルタンク（ノーズコーン） 高速ジェット（ストレイフ） スーパーカー（ライトスピード） スーパーバイク（アフターバーナー）                          |

## サイバトロン／Maximals

### 沿革（Maximals）
新世代の有機物質を含む組成のボディを持つ、幾分小さいトランスフォーマーたちである。デストロン／Predaconsも同様であるが、誕生する場所が違うとされる。エンブレムはロボット顔そのものだった旧サイバトロンのものと違い、獣面の象形文字みたいなものとなっている。
Autobots／旧サイバトロンとDecepticons／旧デストロンの長き戦争は旧サイバトロンの勝利に終わる。旧デストロンとも手を携え、セイバートロン星は科学技術の飛躍的発達など黄金期を迎えた。そんな時代に、突如もたらされた新種のトランスフォーマーが彼らサイバトロンガー、単にとしても知られるサイバトロン、とデストロンである。自然発生的にセイバートロン星の奥地にあるマトリクス／Matrixから生産される（サイバトロンリーダーに受け継がれるマトリクスとは別物である）。アメコミ版『G-2』などの設定を意識したエイリアンヴォックの関与があるとされる。とは言えこうした設定は劇中描かれたことのない云わば裏設定である。
彼らはセイバートロン星の意思決定機関、最高議会によって統治される。コンボイもまたこの議会のメンバーであるが、この時代、彼は宇宙探索の旅に出かけているとされている。基本的に何世紀にも渡ってサイバトロンとデストロンが停戦し共存している平和な時期であるが、『ビーストウォーズ』、『ビーストウォーズメタルス』ではトランスフォーマー、地球人の歴史を大幅に書き換える恐れのある大変な戦いが行われた（さらに『リターンズ』において戦火はセイバートロン星全土に広がることになる）。
探査船アクサロンの艦長である（ビースト）オプティマスコンボイ／Optimus Primalは、その一個小隊と共に、ある危険な実験体の投棄任務に就いていた。そこに初代破壊大帝メガトロンの後継者を名乗るデストロン、メガトロンインペリック／Megatron Impericが同志と共に、セイバートロン星に収められていたゴールデンディスクを奪い戦艦で逃走する事件が勃発。アクサロンは追撃に向かうが、彼らは時空間をワープし、名も無き惑星にたどり着く。これがビーストウォーズの発端である。

### 特徴（Maximals）
旧トランスフォーマーは金属製のボディを持つが、サイバトロンのボディは有機物を含んだ金属で形作られているため、彼らは完全な動物の外見に擬態出来る。魂といえるスパークと、体を形作る有機金属から構成される素体プロトフォームとして生み出される。これに人格用チップを作用させることで完全なサイバトロンとして誕生する。なお、ポッドなるカプセルに保存されることで、プロトフォーム状態でも運搬可能である。動物からロボットに変わる際、「変身（Maximize）」の発声を行う。
彼らは旧トランスフォーマーたちの意向もあって、外宇宙探索やそこでの生命体との友好を結ぶことを主な任務としている。デストロンとは基本的な特徴に違いはない。スパークに平和的指向を持つか、攻撃的指向を持つか程度の差異である。なお、その攻撃能力などは、擬態化した生命体にある程度左右されるようである。また擬態化は化石などからもスキャン情報を得ることで可能である。
アーシーのように、旧サイバトロンからサイバトロンへのアップデートも可能であり、『ネオ』のハインラッドも、「（自分は）セイバートロンベクターシグマとタメを張れるほどの年齢（=サイバトロンという種族が誕生する以前から存在している）」という台詞より、旧サイバトロンであったことが示されている。
旧トランスフォーマーと共に星の繁栄のため活動しており、時空間移動など非常に高い技術力を持っている。
『ネオ』では両軍とも飛行可能である。
また、『リターンズ』においてはセイバートロン星の超コンピューターシグマオラクルにより、より有機化されたテクノオーガニックボディを持つ新戦士として生まれ変わった（リフォーマットされた）。その変身は「トランスフォーム（I am transformed.)」の発声、精神集中を必要とするなどリフォーマット前とは異なる。オラクルの目的は有機と無機のバランスの取れた生命体にトランスフォーマーを進化させることにあったようで、これは劇中の最終決戦で成功を収めた。だが、これが真に理に適うものであったかは、その後を描いた公式ファン限定イベントBOTCONのコミックで疑問視されているようである。

### エイリアンとの関係・メタルスなど
（ビースト）コンボイたちのたどり着いた惑星は、人類発祥以前の太古の地球であった。そこは前述のエイリアンの実験場でもあった。彼らは無公害エネルギー、エネルゴンを星に埋蔵し、さらにそれを用いた施設を建設、人類をより有能なる完全な生命体として進化させようと試みていた。
（描写されない裏設定では、エイリアンの正体は遥かな未来、地球人類や爬虫類型人類「シャダイ」、G-2トランスフォーマーたちを吸収した邪悪なエネルギー生命体が、コンボイの活躍により変容、転生したものであるとされている（つまり（ビースト）コンボイたちの時代には地球人類は絶滅している）。そうした出自からトランスフォーマーや、人類に様々な影響を及ぼしている。彼らは時空を越えた存在であり、数百万年単位で幾度もこうした実験を繰り返しているとのことである。）
エイリアンは地球に到来したトランスフォーマーたちを実験を阻害する異分子として抹殺するべく、第2の月に偽装した惑星破壊兵器を発動。（ビースト）コンボイの犠牲で破壊するものの、その際に発生したクォンタムサージなるエネルギー波動が惑星全土に放たれ、それを受けたトランスフォーマーたち（一部を除く）は体の組成に影響を受け、メタルスとして転生する（地球が度重なる惑星改変により、全生物はエイリアン因子を帯びていたことにより、地球でプロトフォームから誕生したトランスフォーマーであるタイガトロンやエアラザーならびにブラックウィドーやインフェルノは誕生の際、既にそのエイリアン因子を体内に取り込んでおり、クォンタムサージの影響を受けなかった）。
その後、（ビースト）メガトロンが歴史改変に打って出た行為（G1コンボイの抹殺）が大規模な時空渦動（タイムストーム）を引き起こし、自らの存在自体を脅かす重大な事態になってしまう。彼らは元凶たるメガトロンを排除するため、以前拉致したタイガトロンとエアラザーのボディを融合。さらにスパークの代わりに自らの分体を移植したエージェント、タイガーファルコンを送り込むが（ビースト）コンボイの説得、タランスの策謀、ビーストウォーズの終結を受け、目立った活動を停止したようである。
なお、この時期、サイバトロンが人類と交流をとって知識を教えたり、人類の祖先を抹殺しようとしたデストロンから、サイバトロンの戦士が自分の命と引き換えに人類を守り通したエピソードがある。

### サイバトロン一覧（Maximals）
| IDナンバー                                                                      | 階級                                                                 | 名前                                                                 | 原語名前                                                             | ビーストモード                                                       | サイズ                                                               | 備考 |
| 初代ビーストウォーズ（1997年 - 1998年）（タイムピリオド：400万年前）            | 初代ビーストウォーズ（1997年 - 1998年）（タイムピリオド：400万年前） | 初代ビーストウォーズ（1997年 - 1998年）（タイムピリオド：400万年前） | 初代ビーストウォーズ（1997年 - 1998年）（タイムピリオド：400万年前） | 初代ビーストウォーズ（1997年 - 1998年）（タイムピリオド：400万年前） | 初代ビーストウォーズ（1997年 - 1998年）（タイムピリオド：400万年前） | 初代ビーストウォーズ（1997年 - 1998年）（タイムピリオド：400万年前）                                                                              |
| ------------------------------------------------------------------------------- | -------------------------------------------------------------------- | -------------------------------------------------------------------- | -------------------------------------------------------------------- | -------------------------------------------------------------------- | -------------------------------------------------------------------- | --- |
| C-1                                                                             | 総司令官                                                             | コンボイ                                                             | Optimus Primal                                                       | ゴリラ                                                               | Ultra                                                                | |
| C-2                                                                             | 歩兵戦指揮官                                                         | ホワイトクロー                                                       | Polar Claw                                                           | シロクマ                                                             | Mega                                                                 | アニメ未登場 |
| C-3                                                                             | 密林巡視員                                                           | チータス                                                             | Cheetor                                                              | チーター                                                             | Deluxe                                                               | |
| C-4                                                                             | 特殊戦闘員                                                           | ダイノボット                                                         | Dinobot                                                              | ヴェロキラプトル                                                     | Deluxe                                                               | 元デストロン |
| C-5                                                                             | 諜報員                                                               | ラットル                                                             | Rattrap                                                              | ネズミ                                                               | Basic                                                                | |
| C-6                                                                             | アマゾン戦士                                                         | オライオンコンボバット                                               | Orion Pacific                                                        | コウモリ                                                             | Basic                                                                | アニメ未登場 日本では（ビースト）コンボイのもう一つの姿、海外ではG1シリーズのコンボイと同一人物                                                   |
| C-7                                                                             | 陸上防衛戦士                                                         | ライノックス                                                         | Rhinox                                                               | サイ                                                                 | Deluxe                                                               | |
| C-8                                                                             | 極地偵察員                                                           | タイガトロン                                                         | Tigatron                                                             | ホワイトタイガー                                                     | Deluxe                                                               | チータス及びデストロンのシャドーパンサーのリペイント品                                                                                            |
| C-9                                                                             | 戦士                                                                 | ハウリンガー                                                         | Wolfgang                                                             | オオカミ                                                             | Deluxe                                                               | アニメ未登場 |
| C-10                                                                            | 空中偵察員                                                           | エアラザー                                                           | Airazor                                                              | ハヤブサ                                                             | Basic                                                                | 海外では女性トランスフォーマーと扱われている |
| C-11                                                                            | 水中攻撃員                                                           | サイバーシャーク                                                     | Cybershark                                                           | シュモクザメ                                                         | Deluxe                                                               | アニメ未登場 |
| VS-X1                                                                           | 砂漠戦闘員                                                           | アルマー                                                             | Armordillo                                                           | アルマジロ                                                           | Basic                                                                | アニメ未登場 |
| ビーストウォーズII（1998年 - 1999年）（タイムピリオド：数万年後）               |                                                                      |                                                                      |                                                                      |                                                                      |                                                                      | |
| C-12                                                                            | 副司令                                                               | アパッチ                                                             | B'Boom                                                               | マンドリル                                                           | Mega                                                                 | 海外で発売されたバ・ブームのリペイント品 |
| C-13                                                                            | 突撃員                                                               | ビッグホーン                                                         | Bonecrusher                                                          | アメリカバイソン                                                     | Deluxe                                                               | 海外で発売されたボーンクラッシャーのリペイント品                                                                                                  |
| C-14                                                                            | 陽動員                                                               | タスマニアキッド                                                     | Snarl                                                                | タスマニアデビル                                                     | Basic                                                                | 海外で発売されたスナールのリペイント品 |
| C-15                                                                            | 水中工作員                                                           | スクーバ                                                             | Claw Jaw                                                             | イカ                                                                 | Basic                                                                | 海外で発売されたクロージョーのリペイント品 |
| C-16                                                                            | 新司令官                                                             | ライオコンボイ                                                       | Lio Primal                                                           | ホワイトライオン                                                     | Ultra                                                                | |
| C-17                                                                            | 昆虫指令                                                             | ビッグモス                                                           | Transquito                                                           | 蚊                                                                   | Mega                                                                 | 海外で発売されたトランスキート（デストロン）のリペイント品                                                                                        |
| C-18                                                                            | 柔術家                                                               | パワーハッグ                                                         | Retrax                                                               | ダンゴムシ                                                           | Deluxe                                                               | 海外で発売されたリトラックス（デストロン）のリペイント品                                                                                          |
| C-19                                                                            | 強行偵察員                                                           | トンボット                                                           | Jetstorm                                                             | トンボ                                                               | Deluxe                                                               | 海外で発売されたジェットストーム（デストロン、『リターンズ』のジェットストームとは別人）のリペイント品                                            |
| C-20                                                                            | 忍者                                                                 | マンティス                                                           | Manterror                                                            | カマキリ                                                             | Deluxe                                                               | 海外で発売されたマンテラー（デストロン）のリペイント品                                                                                            |
| C-21                                                                            | 地底工作員                                                           | ドリルナッツ                                                         | Drill Bit                                                            | ゾウムシ                                                             | Basic                                                                | 海外で発売されたドリルビット（デストロン）のリペイント品                                                                                          |
| C-22                                                                            | 謀略兵                                                               | シザーボーイ                                                         | Powerpinch                                                           | ハサミムシ                                                           | Basic                                                                | 海外で発売されたパワーピンチ（デストロン）のリペイント品                                                                                          |
| C-23                                                                            | 音波工作員                                                           | DJ                                                                   | Cicadacon                                                            | セミ                                                                 | Basic                                                                | 海外で発売されたシカダコン（デストロン）のリペイント品                                                                                            |
| C-24                                                                            | 力士                                                                 | モーターアーム                                                       | Ram Horn                                                             | カブトムシ                                                           | Basic                                                                | 海外で発売されたラムホーン（デストロン）のリペイント品 テレもちゃでは「剛腕戦闘員」となっている                                                   |
| C-25                                                                            | 極地工作員                                                           | ギムレット                                                           | Sea Clamp                                                            | ロブスター                                                           | Deluxe                                                               | 海外で発売されたシークランプ（デストロン）のリペイント品 テレもちゃではデストロンと扱われており、トリプルダクスの合体用パーツは付属しない         |
| C-26                                                                            | 野生闘士                                                             | ライオジュニア                                                       | Prowl                                                                | ライオン                                                             | Basic                                                                | 海外で発売されたプロールのリペイント品 |
| C-27                                                                            | 音速教官                                                             | スカイワープ                                                         | Silverbolt                                                           | ワシ                                                                 | Basic                                                                | 海外で発売されたシルバーボルト（『メタルス』及び『リターンズ』のシルバーボルトとは別人）のリペイント品                                            |
| C-28                                                                            | 医学博士                                                             | サントン                                                             | Ironhide                                                             | ゾウ                                                                 | Deluxe                                                               | 海外で発売されたアイアンハイドのリペイント品 |
| X-2                                                                             | 守備隊員                                                             | ダイバー                                                             | Spittor                                                              | カエル                                                               | Basic                                                                | ナイアガラベースのセット品 スピッター（デストロン）のリペイント品                                                                                 |
| X-3                                                                             | トリプル合体巨人                                                     | トリプルダクス                                                       | Tripredacus                                                          | セミ カブトムシ ロブスター                                           | Ultra                                                                | DJ、モーターアーム、ギムレットのセット品 海外で発売されたトライプレダカス（デストロン）のリペイント品                                             |
| X-4                                                                             | トリプル合体戦士                                                     | マグナボス                                                           | Magnaboss                                                            | ライオン ワシ ゾウ                                                   | Ultra                                                                | ライオジュニア、スカイワープ、サントンのセット品 海外で発売されたマグナボス（『II』のマグナボスと同じ名前だが、別人）のリペイント品               |
| X-5                                                                             | 宇宙偵察員                                                           | イカード&タコタンク                                                  | Ikard & Tako Tank                                                    | イカ（イカード） タコ、移動攻撃基地、オートバイ（タコタンク）        | Playset                                                              | タコタンクのセット品 スクーバかつ海外で発売されたクロージョーのリペイント品                                                                       |
| S-2                                                                             |                                                                      | ムーン                                                               | Moon                                                                 | ウサギ                                                               | Basic                                                                | 厳密にはサイバトロンではないが、海外ではサイバトロンとして扱われている                                                                            |
| ビーストウォーズネオ（1999年）（タイムピリオド：数万年後）                      |                                                                      |                                                                      |                                                                      |                                                                      |                                                                      | |
| C-29                                                                            | 副官                                                                 | ロングラック                                                         | Longrack                                                             | キリン                                                               | Mega                                                                 | |
| C-30                                                                            | 陸上戦闘員                                                           | コラーダ                                                             | Cohrada                                                              | コブラ                                                               | Deluxe                                                               | |
| C-31                                                                            | 偵察員                                                               | スタンピー                                                           | Stampy                                                               | ウサギ                                                               | Basic                                                                | |
| C-32                                                                            | 局地戦闘員                                                           | ブレイク                                                             | Break                                                                | ペンギン                                                             | Basic                                                                | 『ネオ』本編第13話では、デストロンのセイバーバックの体と入れ替わってしまっている                                                                  |
| C-33                                                                            | 遊撃隊員                                                             | ロックバスター                                                       | Rockbuster                                                           | カニ                                                                 | Basic                                                                | 無印のレーザークロー（デストロン）のリペイント品                                                                                                  |
| C-34                                                                            | 突撃員                                                               | ランディー                                                           | Randy                                                                | イノシシ                                                             | Basic                                                                | 海外で発売されたレイザービーストのリペイント品 |
| C-35                                                                            | 超司令官                                                             | ビッグコンボイ                                                       | Big Convoy                                                           | マンモス                                                             | Ultra                                                                | |
| C-36                                                                            | 高速連絡員                                                           | マッハキック                                                         | Mack Kick                                                            | ウマ                                                                 | Deluxe                                                               | |
| C-37                                                                            | 深海攻撃員                                                           | シャープエッジ                                                       | Sharp Edge                                                           | ノコギリザメ                                                         | Deluxe                                                               | 無印のサイバーシャーク及び『II』のヘルスクリーム（デストロン）の改修品で、ギミックはサイバーシャークと同じ                                        |
| C-38                                                                            | 物理学者                                                             | バンプ                                                               | Bump                                                                 | アルマジロ                                                           | Basic                                                                | 無印のアルマーのリペイント品 |
| C-39                                                                            | 攻撃指揮官                                                           | サバイブ                                                             | Survive                                                              | クマ                                                                 | Mega                                                                 | 無印のホワイトクローのリペイント品 |
| S-3                                                                             | 時空調査員                                                           | ハインラッド                                                         | Heinrad                                                              | タヌキ                                                               | Ultra                                                                | 『トランスフォーマー カーロボット』では、大西ユウキが所持する目覚まし時計として登場                                                               |
| ビーストウォーズメタルス（1999年 - 2000年）（タイムピリオド：400万年前）        |                                                                      |                                                                      |                                                                      |                                                                      |                                                                      | |
| C-40                                                                            | 総司令官                                                             | メタルスオプティマスコンボイ                                         | Transmetal Optimus Primal                                            | ゴリラ                                                               | Mega                                                                 | 新生（ビースト）コンボイ |
| C-41                                                                            | 追跡員                                                               | シルバーボルト                                                       | Fuzor Silverbolt                                                     | オオカミ&ワシ                                                        | Deluxe                                                               | フューザー戦士 |
| C-42                                                                            | 密林巡査員                                                           | メタルスチータス                                                     | Transmetal Cheetor                                                   | チーター                                                             | Deluxe                                                               | 新生チータス |
| C-43                                                                            | 諜報員                                                               | メタルスラットル                                                     | Transmetal Rattrap                                                   | ネズミ                                                               | Deluxe                                                               | 新生ラットル |
| C-44                                                                            | 陸上防衛戦士                                                         | メタルスライノックス                                                 | Transmetal Rhinox                                                    | サイ                                                                 | Deluxe                                                               | 新生ライノックス アニメ未登場 |
| C-45                                                                            | 特殊戦闘員                                                           | メタルスエアラザー                                                   | Transmetal Airazor                                                   | ハヤブサ                                                             | Deluxe                                                               | 新生エアラザー アニメ未登場 |
| C-46                                                                            | 海上司令官                                                           | デプスチャージ                                                       | Depth Charge                                                         | オニイトマキエイ                                                     | Ultra                                                                | |
| C-47                                                                            | 最高司令官                                                           | パワードオプティマスコンボイ                                         | Optimal Optimus Primal                                               | ゴリラ ジェット機 トレーラートラック                                 | Super                                                                | 新生メタルスコンボイ 『ビーストウォーズリターンズ』では（ビースト）メガトロン（ヴィーコン）の最終形態として登場（ただし、コンボイの物とは別物）   |
| C-48                                                                            | 妨害工作員                                                           | メタルスブラックウィドー                                             | Transmetal 2 Blackarachnia                                           | セアカゴケグモ                                                       | Mega                                                                 | 新生ブラックウィドー 元デストロンだが、サイバトロン側のプロトフォームであったため                                                                 |
| C-49                                                                            | 機械化密林巡査員                                                     | メタルスチータス2                                                    | Transmetal 2 Cheetor                                                 | チーター                                                             | Deluxe                                                               | 新生メタルスチータス |
| C-50                                                                            | 調停特使                                                             | タイガーファルコン                                                   | Tigerhawk                                                            | ホワイトタイガー&ハヤブサ                                            | Ultra                                                                | 新生メタルスタイガトロン&メタルスエアラザー（ただし、『メタルス』本編ではタイガトロン&エアラザー）                                                |
| ビーストウォーズリターンズ（2004年 - 2005年）（タイムピリオド：さらに後の未来） |                                                                      |                                                                      |                                                                      |                                                                      |                                                                      | |
| BR-01                                                                           | 総司令官                                                             | オプティマスコンボイ                                                 | Blast Punch Optimus Primal                                           | ゴリラ                                                               | Mega                                                                 | 新生（ビースト）コンボイ |
| BR-02                                                                           | 密林巡査員                                                           | チータス                                                             | Cheetor                                                              | チーター                                                             | Mega                                                                 | 新生チータス |
| BR-03                                                                           | 諜報員                                                               | ラットル                                                             | Rattrap                                                              | ネズミ                                                               | Mega                                                                 | 新生ラットル |
| BR-04                                                                           | 妨害工作員                                                           | ブラックウィドー                                                     | Blackarachnia                                                        | セアカゴケグモ                                                       | Deluxe                                                               | 新生ブラックウィドー 元デストロン |
| BR-09                                                                           |                                                                      | ナイトスクリーム                                                     | Nightscream                                                          | コウモリ                                                             | Ultra                                                                | |
| BR-10                                                                           | 追跡員                                                               | シルバーボルト                                                       | Silverbolt                                                           | コンドル                                                             | Basic                                                                | 新生シルバーボルトかつ元ヴィーコンのジェットストーム 日本語版での語尾が変わっている（新生前およびジェットストーム時の「〜デス」から「〜ギョエ」） |
| BR-11                                                                           |                                                                      | ノーブルサヴェッジ                                                   | Beast Changer                                                        | オオカミ&ドラゴン                                                    | Deluxe                                                               | 厳密にはサイバトロンではない |

## オートボット／Autobots

### 実写映画
実写映画版シリーズにおいて、オートボットは惑星サイバトロンに住む種族とされている。オールスパークを奪おうとしたメガトロンが率いるディセプティコンを止めるため、戦いの果てに宇宙に消えたオールスパークを探して宇宙に散り散りとなったが、地球にオールスパークの手がかりがあると知って来訪することになる。地球での活動において秘密組織セクター7によってバンブルビーが監禁されるという事態こそ発生したが、サムやミカエラの尽力により、共にディセプティコンと戦う味方であるとアメリカ国防総省に認知された。戦いの後、トランスフォーマーに関する情報は徹底的に隠蔽され、オートボットたちは関係者の愛車等に偽装し、潜伏生活を送る事になるが、その後の『リベンジ』ではオートボットと米軍が中心となった対ディセプティコン部隊NESTが創設され、人間とオートボットの全面的な共同戦線が敷かれることとなる。

#### 実写映画版オートボット一覧
| IDナンバー                                                                | 名前                                                           | 原語名前                                                       | ビークルモード アイテムモード ビーストモード                      | サイズ                                                         | クラシック相当                                                            |
| 実写映画版トランスフォーマー（2007年）（タイムピリオド：今年）            | 実写映画版トランスフォーマー（2007年）（タイムピリオド：今年） | 実写映画版トランスフォーマー（2007年）（タイムピリオド：今年） | 実写映画版トランスフォーマー（2007年）（タイムピリオド：今年）    | 実写映画版トランスフォーマー（2007年）（タイムピリオド：今年） | 実写映画版トランスフォーマー（2007年）（タイムピリオド：今年）            |
| ------------------------------------------------------------------------- | -------------------------------------------------------------- | -------------------------------------------------------------- | ----------------------------------------------------------------- | -------------------------------------------------------------- | ------------------------------------------------------------------------- |
| MA-01                                                                     | オプティマスプライム                                           | Optimus Prime                                                  | ピータービルト379                                                 | Ultra                                                          | コンボイ（初代トランスフォーマー）                                        |
| MA-02                                                                     | ラチェット                                                     | Racthet                                                        | ハマー・H2                                                        | Mega                                                           | ラチェット（初代トランスフォーマー）                                      |
| MA-03                                                                     | バンブルビー                                                   | Bumblebee                                                      | 1976 シボレー・カマロ                                             | Deluxe                                                         | バンブル（初代トランスフォーマー）                                        |
| MA-04                                                                     | ジャズ                                                         | Jazz                                                           | ポンティアック・ソルスティス                                      | Deluxe                                                         | マイスター（初代トランスフォーマー）                                      |
| MA-05                                                                     | プロトフォーム オプティマス                                    | Protoform Optimus                                              | 流星                                                              | Deluxe                                                         | コンボイ（初代トランスフォーマー）                                        |
| MA-06                                                                     | スパイショット6                                                | Spy-Shot 6                                                     | デジタルカメラ                                                    | Basic                                                          | （独自発想）                                                              |
| MA-07                                                                     | スピードダイヤル800                                            | Speed-Dial 800                                                 | 携帯電話                                                          | Basic                                                          | （独自発想）                                                              |
| MA-08                                                                     | ロングビュー                                                   | Longview                                                       | 双眼鏡                                                            | Basic                                                          | （独自発想）                                                              |
| MA-09                                                                     | アイアンハイド                                                 | Ironhide                                                       | GMC・トップキック C4500                                           | Mega                                                           | アイアンハイド（初代トランスフォーマー）                                  |
| MA-10                                                                     | ニューバンブルビー                                             | New Bumblebee                                                  | 2009 シボレー・カマロ                                             | Deluxe                                                         | バンブル（初代トランスフォーマー）                                        |
| MA-11                                                                     | アーシー（RC-1100）                                            | Arcee（RC-1100）                                               | 2006 ビューエル ファイアーボルト XB12R                            | Deluxe                                                         | アーシー（トランスフォーマー2010）                                        |
| MA-12                                                                     | ハイスコア100                                                  | High-Score 100                                                 | ゲームコンソール コントローラー                                   | Deluxe                                                         | （独自発想）                                                              |
| MA-13                                                                     | ツインブラスター オプティマス                                  | Twin-Blaster Optimus                                           | ピータービルト379                                                 | Mega                                                           | コンボイ（初代トランスフォーマー）                                        |
| MA-14                                                                     | ファイナルバトル ジャズ                                        | Final Battle Jazz                                              | ポンティアック・ソルスティス                                      | Deluxe                                                         | マイスター（初代トランスフォーマー）                                      |
| MA-15                                                                     | ロングアーム                                                   | Long-Arm                                                       | フォード F-350                                                    | Deluxe                                                         | ホイスト（初代トランスフォーマー）                                        |
| MA-16                                                                     | レスキューラチェット                                           | Rescue Racthet                                                 | ハマー・H2                                                        | Mega                                                           | ラチェット（初代トランスフォーマー）                                      |
| MA-17                                                                     | ナイトビート7                                                  | Nightbeat 7                                                    | MP3プレーヤー                                                     | Basic                                                          | サイバーホーク（マイクロン伝説）                                          |
| MA-18                                                                     | ナイトウオッチ オプティマス                                    | Night-Watch Optimus                                            | ピータービルト379                                                 | Ultra                                                          | コンボイ（初代トランスフォーマー）                                        |
| MA-19                                                                     | ランドマイン                                                   | Landmine                                                       | アサルトバギー                                                    | Deluxe                                                         | ランダー（超神マスターフォース）                                          |
| MA-20                                                                     | ブラックアーシー（ブラックRC）                                 | Black Arcee（Black RC）                                        | 2006 ビューエル ファイアーボルト XB12R                            | Deluxe                                                         | アーシー（トランスフォーマー2010）                                        |
| MA-21                                                                     | バトルモード オプティマス                                      | Battle Mode Optimus                                            | ピータービルト379                                                 | Ultra                                                          | コンボイ（初代トランスフォーマー）                                        |
| MA-22                                                                     | バトルモード バンブルビー                                      | Battle Mode Bumblebee                                          | 2009 シボレー・カマロ                                             | Deluxe                                                         | バンブル（初代トランスフォーマー）                                        |
| トランスフォーマー/リベンジ（2009年）（タイムピリオド：今年）             |                                                                |                                                                |                                                                   |                                                                |                                                                           |
| RA-01                                                                     | オプティマスプライム                                           | Optimus Prime                                                  | ピータービルト379                                                 | Ultra                                                          | コンボイ（初代トランスフォーマー）                                        |
| RA-02                                                                     | アイアンハイド                                                 | Ironhide                                                       | GMC・トップキック C4500                                           | Mega                                                           | アイアンハイド（初代トランスフォーマー）                                  |
| RA-03                                                                     | バンブルビー                                                   | Bumblebee                                                      | 2009 シボレー・カマロ                                             | Deluxe                                                         | バンブル（初代トランスフォーマー）                                        |
| RA-04                                                                     | サイドスワイプ                                                 | Sideswipe                                                      | 2013 シボレー・コルベット・スティングレイ                         | Deluxe                                                         | ランボル（初代トランスフォーマー）                                        |
| RA-05                                                                     | ブレイクアウェイ                                               | Breakaway                                                      | F-35戦闘機                                                        | Deluxe                                                         | スカイダイブ（初代トランスフォーマー）                                    |
| RA-06                                                                     | ロールバー                                                     | Rollbar                                                        | デリバリーバン                                                    | Basic                                                          | ロールバー（トランスフォーマー2010）                                      |
| RA-07                                                                     | ノックアウト                                                   | Knock-Out                                                      | ロードレース オートバイ                                           | Basic                                                          | グルーブ（初代トランスフォーマー）                                        |
| RA-08                                                                     | デザートトラッカー ラチェット                                  | Desert Tracker Ratcthet                                        | ハマー・H2                                                        | Mega                                                           | ラチェット（初代トランスフォーマー）                                      |
| RA-09                                                                     | ウィーリー                                                     | Wheelie                                                        | RCカー                                                            | Deluxe                                                         | ウィーリー（トランスフォーマー2010）                                      |
| RA-10                                                                     | スキッズ                                                       | Skids                                                          | シボレー・ビート                                                  | Deluxe                                                         | スキッズ（初代トランスフォーマー）                                        |
| RA-11                                                                     | クロミア                                                       | Chromia                                                        | スズキ・B-KING                                                    | Deluxe                                                         | クロミア（トランスフォーマー2010）                                        |
| RA-12                                                                     | デプスチャージ                                                 | Depth-Charge                                                   | ヴィスビュー級コルベット                                          | Basic                                                          | デプスチャージ（ビーストウォーズ）                                        |
| RA-13                                                                     | ジェットファイアー                                             | Jetfire                                                        | SR-71航空機                                                       | Ultra                                                          | ジェットファイアー（初代トランスフォーマー）                              |
| RA-14                                                                     | カノン バンブルビー                                            | Cannon Bumblebee                                               | 2009 シボレー・カマロ                                             | Deluxe                                                         | バンブル（初代トランスフォーマー）                                        |
| RA-15                                                                     | マッドフラップ                                                 | Mudflap                                                        | シボレー・トラックス                                              | Deluxe                                                         | クロスカット（初代トランスフォーマー）                                    |
| RA-16                                                                     | ディーンランナー                                               | Dune-Runner                                                    | アサルトバギー                                                    | Basic                                                          | ビーチコンバー（初代トランスフォーマー）                                  |
| RA-17                                                                     | ストラトスフィア                                               | Stratosphere                                                   | AN-225航空機                                                      | Mega                                                           | シルバーボルト（初代トランスフォーマー）                                  |
| RA-18                                                                     | ブレイズマスター                                               | Blazemaster                                                    | AS-365航空機                                                      | Deluxe                                                         | グレイズ（初代トランスフォーマー）                                        |
| RA-19                                                                     | ジョルト                                                       | Jolt                                                           | シボレー・ボルト (ハイブリッドカー)                               | Deluxe                                                         | （独自発想）                                                              |
| RA-20                                                                     | アイスクリーム スキッズ&マッドフラップ                         | Ice-Cream Skids & Mudflap                                      | アイスクリーム トラック                                           | Deluxe                                                         | スキッズ（初代トランスフォーマー） クロスカット（初代トランスフォーマー） |
| RA-21                                                                     | ヒューマンアライアンス バンブルビー                            | Human Alliance Bumblebee                                       | 2009 シボレー・カマロ                                             | Deluxe                                                         | バンブル（初代トランスフォーマー）                                        |
| RA-22                                                                     | ヒューマンアライアンス サイドスワイプ                          | Human Alliance Sideswipe                                       | 2013 シボレー・コルベット・スティングレイ                         | Deluxe                                                         | ランボル（初代トランスフォーマー）                                        |
| RA-23                                                                     | アーシー（RC-1100）                                            | Arcee（RC-1100）                                               | スズキ・B-KING                                                    | Deluxe                                                         | アーシー（トランスフォーマー2010）                                        |
| RA-24                                                                     | バスター オプティマス                                          | Buster Optimus                                                 | ピータービルト379                                                 | Ultra                                                          | コンボイ（初代トランスフォーマー）                                        |
| RA-25                                                                     | ヒューマンアライアンス スキッズ                                | Human Alliance Skids                                           | シボレー・ビート                                                  | Deluxe                                                         | スキッズ（初代トランスフォーマー）                                        |
| RA-26                                                                     | リーコン アイアンハイド                                        | Recon Ironhide                                                 | GMC・トップキック C4500                                           | Mega                                                           | アイアンハイド（初代トランスフォーマー）                                  |
| RA-27                                                                     | アライアンス バンブルビー                                      | Alliance Bumblebee                                             | 2009 シボレー・カマロ                                             | Deluxe                                                         | バンブル（初代トランスフォーマー）                                        |
| RA-28                                                                     | ラチェット                                                     | Ratchet                                                        | ハマー・H2                                                        | Deluxe                                                         | ラチェット（初代トランスフォーマー）                                      |
| RA-29                                                                     | ブローン                                                       | Brawn                                                          | ハマー・HX                                                        | Deluxe                                                         | ゴング（初代トランスフォーマー）                                          |
| RA-30                                                                     | スキャッターショット                                           | Scattorshot                                                    | 重爆撃戦闘トラック                                                | Basic                                                          | バックパック（ギャラクシーフォース）                                      |
| RA-31                                                                     | ヒューマンアライアンス マッドフラップ&クロミア                 | Human Alliance Mudflap and Chromia                             | シボレー・トラックス（マッドフラップ） スズキ・B-KING（クロミア） | Deluxe                                                         | クロスカット（初代トランスフォーマー） クロミア（トランスフォーマー2010） |
| RA-32                                                                     | ヒューマンアライアンス ジャズ                                  | Human Alliance Jazz                                            | ポンティアック・ソルスティス                                      | Deluxe                                                         | マイスター（初代トランスフォーマー）                                      |
| AA-01                                                                     | バトルブレード オプティマス                                    | Battle-Blades Optimus                                          | ピータービルト379                                                 | Ultra                                                          | コンボイ（初代トランスフォーマー）                                        |
| AA-02                                                                     | バトルブレード バンブルビー                                    | Battle-Blades Bumblebee                                        | 2009 シボレー・カマロ                                             | Deluxe                                                         | バンブル（初代トランスフォーマー）                                        |
| AA-03                                                                     | アライアンス アイアンハイド                                    | Alliance Ironhide                                              | GMC・トップキック C4500                                           | Mega                                                           | アイアンハイド（初代トランスフォーマー）                                  |
| AA-05                                                                     | シースプレー                                                   | Seaspray                                                       | ホバークラフト                                                    | Mega                                                           | シースプレー（初代トランスフォーマー）                                    |
| AA-06                                                                     | サイドアーム サイドスワイプ                                    | Side-Arm Sideswipe                                             | 2013 シボレー・コルベット・スティングレイ                         | Deluxe                                                         | ランボル（初代トランスフォーマー）                                        |
| AA-07                                                                     | ブリーチャー                                                   | Breacher                                                       | ラーテル歩兵戦闘車                                                | Basic                                                          | （独自発想）                                                              |
| AA-08                                                                     | エリータ・ワン                                                 | Elita One                                                      | スズキ・B-KING                                                    | Deluxe                                                         | エリータ・ワン（トランスフォーマー2010）                                  |
| AA-09                                                                     | ハブキャップ                                                   | Hubcap                                                         | ウィリス77                                                        | Basic                                                          | ハブキャップ（初代トランスフォーマー）                                    |
| AA-11                                                                     | ハイブロウ                                                     | Highbrow                                                       | P-38航空機                                                        | Mega                                                           | ハイブロウ（ザ☆ヘッドマスターズ）                                         |
| AA-12                                                                     | トマホーク                                                     | Tomahawk                                                       | ティーガー航空機                                                  | Deluxe                                                         | （独自発想）                                                              |
| トランスフォーマー/ダークサイド・ムーン（2011年）（タイムピリオド：今年） |                                                                |                                                                |                                                                   |                                                                |                                                                           |
| DA-01                                                                     | パワーアームド バンブルビー                                    | Ultra Bumblebee                                                | 2009 シボレー・カマロ                                             | Ultra                                                          | バンブル（初代トランスフォーマー）                                        |
| DA-02                                                                     | センチネルプライム                                             | Sentinel Prime                                                 | ローゼンバウアー・パンサー6x6                                     | Ultra                                                          | センチネル（アニメイテッド）                                              |
| DA-03                                                                     | オプティマスプライム                                           | Optimus Prime                                                  | ピータービルト379                                                 | Mega                                                           | コンボイ（初代トランスフォーマー）                                        |
| DA-04                                                                     | アイアンハイド                                                 | Ironhide                                                       | GMC・トップキック C4500                                           | Mega                                                           | アイアンハイド（初代トランスフォーマー）                                  |
| DA-05                                                                     | バンブルビー                                                   | Bumblebee                                                      | 2009 シボレー・カマロ                                             | Deluxe                                                         | バンブル（初代トランスフォーマー）                                        |
| DA-06                                                                     | ラチェット                                                     | Ratchet                                                        | ハマー・H2                                                        | Deluxe                                                         | ラチェット（初代トランスフォーマー）                                      |
| DA-07                                                                     | スキッズ                                                       | Skids                                                          | シボレー・ビート                                                  | Deluxe                                                         | スキッズ（初代トランスフォーマー）                                        |
| DA-08                                                                     | サイドスワイプ                                                 | Sideswipe                                                      | 2013 シボレー・コルベット・スティングレイ                         | Deluxe                                                         | ランボル（初代トランスフォーマー）                                        |
| DA-09                                                                     | ロードバスター                                                 | Roadbuster                                                     | NASCAR シボレー・インパラ                                         | Deluxe                                                         | ロードバスター（初代トランスフォーマー）                                  |
| RA-09                                                                     | ウィーリー                                                     | Wheelie                                                        | RCカー                                                            | Deluxe                                                         | ウィーリー（トランスフォーマー2010）                                      |
| DA-10                                                                     | トップスピン                                                   | Topspin                                                        | スプリントカップ シボレー・インパラ                               | Deluxe                                                         | トップスピン（初代トランスフォーマー）                                    |
| DA-11                                                                     | アーシー（RC）                                                 | Arcee（RC）                                                    | スズキ・B-KING                                                    | Deluxe                                                         | アーシー（トランスフォーマー2010）                                        |
| DA-12                                                                     | エアレイド                                                     | Air-Raid                                                       | F-35戦闘機                                                        | Deluxe                                                         | エアーライダー（初代トランスフォーマー）                                  |
| DA-13                                                                     | スカイハンマー                                                 | Skyhammer                                                      | MI-24航空機                                                       | Mega                                                           | スカイハンマー（超神マスターフォース）                                    |
| DA-14                                                                     | ジョルト                                                       | Jolt                                                           | シボレー・ボルト (ハイブリッドカー)                               | Deluxe                                                         | （独自発想）                                                              |
| DA-15                                                                     | ジェットウイング オプティマス                                  | Jetwing Optimus                                                | ピータービルト379                                                 | Ultra                                                          | ジェットコンボイ（マイクロン伝説）                                        |
| DA-16                                                                     | アルティメット アイアンハイド                                  | Ultra Ironhide                                                 | GMC・トップキック C4500                                           | Ultra                                                          | アイアンハイド（初代トランスフォーマー）                                  |
| DA-17                                                                     | スペース オプティマス                                          | Space Optimus                                                  | ピータービルト379                                                 | Mega                                                           | コンボイ（初代トランスフォーマー）                                        |
| DA-18                                                                     | ニトロバンブルビー                                             | Nitro Bumblebee                                                | 2009 シボレー・カマロ                                             | Deluxe                                                         | バンブル（初代トランスフォーマー）                                        |
| DA-19                                                                     | マッドフラップ                                                 | Mudflap                                                        | シボレー・トラックス                                              | Deluxe                                                         | クロスカット（初代トランスフォーマー）                                    |
| DA-20                                                                     | カノン センチネル                                              | Cannon Sentinel                                                | ローゼンバウアー・パンサー6x6                                     | Mega                                                           | センチネル（アニメイテッド）                                              |
| DA-21                                                                     | バックファイアー                                               | Backfire                                                       | BRPスパイダー                                                     | Deluxe                                                         | （独自発想）                                                              |
| DA-22                                                                     | サンダーヘッド                                                 | Thunderhead                                                    | モービルウェポン                                                  | Deluxe                                                         | （独自発想）                                                              |
| DA-23                                                                     | サンドストーム                                                 | Sandstorm                                                      | アサルトバギー                                                    | Basic                                                          | サンドストーム（トランスフォーマー2010）                                  |
| DA-24                                                                     | ファイアーバースト オプティマス                                | Fireburst Optimus                                              | ピータービルト379                                                 | Mega                                                           | コンボイ（初代トランスフォーマー）                                        |
| DA-25                                                                     | テールパイプ&ピンポインター                                    | Tailpipe & Pinpointer                                          | オートバイ（テールパイプ） ターレットガン（ピンポインター）       | Deluxe                                                         | （独自発想）                                                              |
| DA-26                                                                     | ホワール                                                       | Whirl                                                          | ヘリコプター                                                      | Deluxe                                                         | ホワール（初代トランスフォーマー）                                        |
| DA-27                                                                     | リバーブ                                                       | Reverb                                                         | ホバーバイク                                                      | Deluxe                                                         | （独自発想）                                                              |
| DA-28                                                                     | ストライカー オプティマス                                      | Striker Optimus                                                | ピータービルト379                                                 | Ultra                                                          | コンボイ（初代トランスフォーマー）                                        |
| DA-29                                                                     | ヒューマンアライアンス ロードバスター                          | Human Alliance Roadbuster                                      | NASCAR シボレー・インパラ                                         | Deluxe                                                         | ロードバスター（初代トランスフォーマー）                                  |
| DA-30                                                                     | ヒューマンアライアンス レッドフット                            | Human Alliance Leadfoot                                        | NASCAR シボレー・インパラ                                         | Deluxe                                                         | リードフット（トランスフォーマーG-2）                                     |
| DA-31                                                                     | キュー                                                         | Wheeljack                                                      | メルセデス・ベンツ・E550                                          | Deluxe                                                         | ホイルジャック（初代トランスフォーマー）                                  |
| DA-32                                                                     | アルティメット オプティマス                                    | Ultimate Optimus                                               | ピータービルト379                                                 | Ultra                                                          | コンボイ（初代トランスフォーマー）                                        |
| DA-33                                                                     | シーカー エアレイド                                            | Seeker Air-Raid                                                | ボーイング737 AEW&C                                               | Deluxe                                                         | エアーライダー（初代トランスフォーマー）                                  |
| DA-34                                                                     | レッドフット                                                   | Leadfoot                                                       | NASCAR シボレー・インパラ                                         | Deluxe                                                         | リードフット（トランスフォーマーG-2）                                     |
| CV-01                                                                     | ローラー                                                       | Roller                                                         | 探査車                                                            | Basic                                                          | ローラー（初代トランスフォーマー）                                        |
| CV-14                                                                     | パワーグライド                                                 | Powerglide                                                     | A-10航空機                                                        | Basic                                                          | パワーグライド（初代トランスフォーマー）                                  |
| CV-23                                                                     | フラック                                                       | Flak                                                           | APCタンク                                                         | Basic                                                          | パワーボム（トランスフォーマーZ）                                         |
| CV-24                                                                     | ガズル                                                         | Guzzle                                                         | M1エイブラムス                                                    | Basic                                                          | ハードスパーク（超神マスターフォース）                                    |
| トランスフォーマー/ロストエイジ（2014年）（タイムピリオド：今年）         |                                                                |                                                                |                                                                   |                                                                |                                                                           |
| AD-01                                                                     | オプティマスプライム                                           | Optimus Prime                                                  | ウェスタンスター4900SB                                            | Ultra                                                          | コンボイ（初代トランスフォーマー）                                        |
| AD-02                                                                     | クラシック オプティマス                                        | Evasion Optimus                                                | フレイトライナーFLA86                                             | Mega                                                           | コンボイ（初代トランスフォーマー）                                        |
| AD-03                                                                     | グリムロック                                                   | Grimlock                                                       | ティラノサウルス                                                  | Mega                                                           | グリムロック（初代トランスフォーマー）                                    |
| AD-04                                                                     | クラシック バンブルビー                                        | High-Octane Bumblebee                                          | 1976 シボレー・カマロ                                             | Deluxe                                                         | バンブル（初代トランスフォーマー）                                        |
| AD-05                                                                     | スコーン                                                       | Scorn                                                          | スピノサウルス                                                    | Deluxe                                                         | （独自発想）                                                              |
| AD-06                                                                     | クロスヘアーズ                                                 | Crosshairs                                                     | シボレー・C7コルベット・スティングレイ                            | Deluxe                                                         | クロスヘアーズ（ザ☆ヘッドマスターズ）                                     |
| AD-07                                                                     | スラッグ                                                       | Slug                                                           | トリケラトプス                                                    | Deluxe                                                         | スラッグ（初代トランスフォーマー）                                        |
| AD-08                                                                     | バトルブレード バンブルビー                                    | Battle-Blades Bumblebee                                        | 2009 シボレー・カマロ                                             | Deluxe                                                         | バンブル（初代トランスフォーマー）                                        |
| AD-09                                                                     | プロトフォーム オプティマス                                    | Protoform Optimus                                              | 流星                                                              | Deluxe                                                         | コンボイ（初代トランスフォーマー）                                        |
| AD-12                                                                     | リベンジ オプティマス                                          | Revenge Optimus                                                | ピータービルト379                                                 | Ultra                                                          | コンボイ（初代トランスフォーマー）                                        |
| AD-14                                                                     | ジョルト                                                       | Jolt                                                           | シボレー・ボルト (ハイブリッドカー)                               | Deluxe                                                         | （独自発想）                                                              |
| AD-15                                                                     | ラチェット                                                     | Ratchet                                                        | ハマー・H2                                                        | Deluxe                                                         | ラチェット（初代トランスフォーマー）                                      |
| AD-16                                                                     | ディーノ                                                       | Mirage                                                         | アウディ・R8                                                      | Deluxe                                                         | リジェ（初代トランスフォーマー）                                          |
| AD-20                                                                     | ブラックナイト グリムロック                                    | Ultra Grimlock                                                 | ティラノサウルス                                                  | Ultra                                                          | グリムロック（初代トランスフォーマー）                                    |
| AD-21                                                                     | ハウンド                                                       | Hound                                                          | メディウム社製軍用トラック                                        | Mega                                                           | ハウンド（初代トランスフォーマー）                                        |
| AD-23                                                                     | ドリフト                                                       | Drift                                                          | ブガッティ・ヴェイロン                                            | Deluxe                                                         | ドリフト（ユナイテッド）                                                  |
| AD-24                                                                     | ストレイフ                                                     | Strafe                                                         | 双頭のプテラノドン                                                | Deluxe                                                         | スワープ（初代トランスフォーマー）                                        |
| AD-25                                                                     | スラッシュ                                                     | Slash                                                          | ヴェロキラプトル                                                  | Deluxe                                                         | （独自発想）                                                              |
| AD-27                                                                     | バンブルビー                                                   | Bumblebee                                                      | 2015 シボレー・カマロ                                             | Deluxe                                                         | バンブル（初代トランスフォーマー）                                        |
| AD-28                                                                     | スナール                                                       | Snarl                                                          | ステゴサウルス                                                    | Deluxe                                                         | スナール（初代トランスフォーマー）                                        |
| AD-29                                                                     | スロッグ                                                       | Slog                                                           | アンペロサウルス                                                  | Mega                                                           | スラージ（初代トランスフォーマー）                                        |
| AD-30                                                                     | スカイ ドリフト                                                | Helicopter Drift                                               | MI-24航空機                                                       | Mega                                                           | ドリフト（ユナイテッド）                                                  |
| AD-31                                                                     | アーマーナイト オプティマス                                    | Armor Knight Optimus                                           | ウェスタンスター4900SB                                            | Ultra                                                          | コンボイ（初代トランスフォーマー                                          |
| AD-EX2                                                                    | ロールバー                                                     | Rollbar                                                        | シボレー・ビート                                                  | Deluxe                                                         | ロールバー（トランスフォーマー2010）                                      |
| AD-EX3                                                                    | サイドスワイプ                                                 | Sideswipe                                                      | 2013 シボレー・コルベット・スティングレイ                         | Deluxe                                                         | ランボル（初代トランスフォーマー）                                        |
| LA-01                                                                     | バトルコマンド オプティマス                                    | Battle-Command Optimus                                         | ウェスタンスター4900SB                                            | Ultra                                                          | コンボイ（初代トランスフォーマー）                                        |

### トランスフォーマーアニメイテッド
前作品までの設定とは一新されている。前大戦グレートウォーの勝利によって総司令官ウルトラマグナスの下、サイバトロン星を掌握に成功しディセプティコンを駆逐。以後は彼らがサイバトロン星を全面的に統治している。しかし、オプティマス部隊とディセプティコンの生き残りであるメガトロンとの遭遇により、地球においてオールスパークを巡る戦いが勃発することになる。
オプティマス部隊と地球人のファーストコンタクトが怪獣化した昆虫の退治であったことから、オートボットは地球人たちに味方と認知され、これ以降もオートボットは災害救助にはせ参じるなど、G1期のサイバトロン同様に良好な関係を築く努力を続けている。オートボットと敵対する地球人が存在するのもG1同様であり、その中にはオールスパークの力や自身の超科学力を悪用する犯罪者たちも含まれる。彼らはディセプティコンと並ぶ敵勢力として、オートボットと何度もぶつかり合っている。
ただしG1とは違って、オプティマス部隊以外のオートボットは人間などの有機生命体に対して強い差別意識や偏見意識を持っている者も多数存在する。

#### アニメイテッド版オートボット一覧
| IDナンバー                                           | 名前                                                 | 原語名前                                             | ビークルモード ビーストモード                        | サイズ                                               | クラシック相当                                       |
| トランスフォーマー アニメイテッド（2009年 - 2011年） | トランスフォーマー アニメイテッド（2009年 - 2011年） | トランスフォーマー アニメイテッド（2009年 - 2011年） | トランスフォーマー アニメイテッド（2009年 - 2011年） | トランスフォーマー アニメイテッド（2009年 - 2011年） | トランスフォーマー アニメイテッド（2009年 - 2011年） |
| ---------------------------------------------------- | ---------------------------------------------------- | ---------------------------------------------------- | ---------------------------------------------------- | ---------------------------------------------------- | ---------------------------------------------------- |
| TA-01                                                | オプティマスプライム                                 | Optimus Prime                                        | 消防車                                               | Mega                                                 | コンボイ（初代トランスフォーマー）                   |
| TA-02                                                | バンブルビー                                         | Bumblebee                                            | ミニバン                                             | Deluxe                                               | バンブル（初代トランスフォーマー）                   |
| TA-03                                                | アイアンハイド                                       | Bulkhead                                             | 装甲車（SWAT戦闘トラック）                           | Mega                                                 | (独自発想)                                           |
| TA-04                                                | ラチェット                                           | Ratchet                                              | 救急車                                               | Deluxe                                               | ラチェット（初代トランスフォーマー）                 |
| TA-05                                                | プロール                                             | Prowl                                                | オートバイ                                           | Deluxe                                               | プロール（初代トランスフォーマー）                   |
| TA-10                                                | クリフジャンパー                                     | Cliffjumper                                          | ミニバン                                             | Basic                                                | クリフ（初代トランスフォーマー）                     |
| TA-12                                                | アーシー（RC-687-040）                               | Arcee（RC-687-040）                                  | フューチャーカー                                     | Deluxe                                               | アーシー（トランスフォーマー2010）                   |
| TA-17                                                | グリムロック                                         | Grimlock                                             | ティラノサウルス                                     | Mega                                                 | グリムロック（初代トランスフォーマー）               |
| TA-18                                                | スナール                                             | Snarl                                                | トリケラトプス                                       | Deluxe                                               | スナール（初代トランスフォーマー）                   |
| TA-19                                                | スワープ                                             | Swoop                                                | プテラノドン                                         | Deluxe                                               | スワープ（初代トランスフォーマー）                   |
| TA-21                                                | ジェットファイアー                                   | Jetfire                                              | SFジェット機                                         | Deluxe                                               | ジェットファイアー（初代トランスフォーマー）         |
| TA-22                                                | ジェットストーム                                     | Jetstorm                                             | SFジェット機                                         | Deluxe                                               | ジェットストーム（トランスフォーマーG-2）            |
| TA-27                                                | ウルトラマグナス                                     | Ultra Magnus                                         | 大型武装車（重高機動戦術トラック）                   | Ultra                                                | ウルトラマグナス（トランスフォーマー2010）           |
| TA-28                                                | センチネル                                           | Sentinel Prime                                       | スノープラウ                                         | Deluxe                                               | （独自発想）                                         |
| TA-29                                                | ジャズ                                               | Jazz                                                 | スポーツカー                                         | Deluxe                                               | マイスター（初代トランスフォーマー）                 |
| TA-30                                                | ブラー                                               | Blurr                                                | レーシングカー                                       | Deluxe                                               | ブラー（トランスフォーマー2010）                     |
| TA-31                                                | エリートガード バンブルビー                          | Elite Guard Bumblebee                                | 覆面パトカー                                         | Deluxe                                               | バンブル（初代トランスフォーマー）                   |
| TA-32                                                | レックガー                                           | Wreck-Gar                                            | ガベッジトラック（ゴミ収集車）                       | Mega                                                 | レックガー（トランスフォーマー2010）                 |
| TA-33                                                | ロディマスプライム                                   | Rodimus Prime                                        | スポーツカー                                         | Deluxe                                               | ロディマスコンボイ（トランスフォーマー2010）         |
| TA-34                                                | サムライプロール                                     | Samurai Prowl                                        | オートバイ                                           | Deluxe                                               | プロール（初代トランスフォーマー）                   |
| TA-38                                                | ウイングブレード オプティマスプライム                | Wingblade Optimus Prime                              | 消防車                                               | Mega                                                 | コンボイ（初代トランスフォーマー）                   |
| TA-39                                                | ジェットパック バンブルビー                          | Jetpack Bumblebee                                    | レッカー車                                           | Mega                                                 | バンブル（初代トランスフォーマー）                   |
| TA-40                                                | サイバトロンモード ラチェット                        | Cybertron Mode Ratchet                               | 四脚型救急車                                         | Deluxe                                               | ラチェット（初代トランスフォーマー）                 |
| TA-41                                                | ライト&サウンド オプティマスプライム                 | Roll-Out Command Optimus Prime                       | 消防車                                               | Ultra                                                | コンボイ（初代トランスフォーマー）                   |
| TA-43                                                | ライト&サウンド アイアンハイド                       | Ultra Bulkhead                                       | 装甲車（SWAT戦闘トラック）                           | Ultra                                                | (独自発想)                                           |
| TA-44                                                | アーマーハイド                                       | Ironhide                                             | 四脚型SUV                                            | Deluxe                                               | アイアンハイド（初代トランスフォーマー）             |

玩具未登場のオートボット
- ワーパス（Warpath）（SF戦車）
- ブローン（Brawn）（SUV）
- ホットショット（Hot Shot）（スポーツカー）
- レッドアラート（Red Alert）（SF救急車）
- ハイブロウ（Highbrow）（ヘリコプター）
- オメガスプリーム（Omega Supreme）（オライオン）
- メインフレーム（Mainframe）（テレトランI）
- パーセプター（Perceptor）（キャノンピックアップ／ミクロスコープ）
- ホイルジャック（Wheeljack）（スポーツカー）
- アルファトライオンプライム（Alpha Trion Prime）（ボックストラック）
- ヨケトロン（Yoketron）（レーシングカー）
- グランダス（Grandus）（クローラートランスポーター）
- ダグベース（Dug Base）（クローラートランスポーター）
- タップアウト（Tap-Out）（ミニバン）
- カレラ（Carrera）（ミニバン）
- サーチライト（Searchlight）（ミニバン）
- フレアラップ（Flareup）（オートバイ）
- フラオ（Furão）（ミニバン）
- フリーウェイ（Freeway）（ミニバン）
- ビーチコンバー（Beachcomber）（デューンバギー）
- ハッファー（Huffer）（フラットベッドローリー）
- パワーグライド（Powerglide）（クローラートランスポーター）
- シースプレー（Seaspray）（ホバークラフト）
- ラトルトラップ（Rattletrap）（レーシングカー）
- ロザンナ（Rosanna）（スポーツカー）
- コスモス（Cosmos）（探査車）
- トラックス（Tracks）（スポーツカー）
- セダン（Sedan）（ミニバン）
- グリフ（Glyph）（ミニバン）
- バンパー（Bumper）（ミニバン）
- リケティスプリット（Lickety-Split）（オートトライ）
- ライトブライト（Lightbright）（潜水艇）
- スチールジョー（Steeljaw）（MOL）
- ザウル（Zaur）（RAV）
- ハブキャップ（Hubcap）（ミニバン）
- オートルーパー（Autotrooper）（SUV）
- スカイギャリー（Sky Garry）（ハーフトラックトランスポーター）
- ダイアトラス（Dai Atlas）（ドリルタンク）
- フォートレスマキシマス（Fortress Maximus）
- メトロプレックス（Metroplex）
- ベクターシグマ（Vector Sigma）

### トランスフォーマープライム
元公文書管理人だったオライオン・パックスが現リーダーであるオプティマス・プライムとなって指揮を執りメガトロン率いるディセプティコンに対抗していたが、セイバートロン星滅亡後は僅かな部下とともに地球へ逃れ、現在ではアメリカのジャスパーにある岩山を拠点とし、地球に活動の場を移したディセプティコンの略奪や破壊行為を阻止するべく地球人の協力も取り付けて行動している。多数のドローン兵を要しているディセプティコンに比べると、構成員は極端に少なく、基本的に少数精鋭の組織となっている。

#### プライム版オートボット一覧
| IDナンバー                                                             | 名前                                                                   | 原語名前                                                               | ビークルモード ウェポンモード ビーストモード                              | サイズ                                                                 | クラシック相当                                                         |
| トランスフォーマー プライム（2012年 - 2013年）（タイムピリオド：今年） | トランスフォーマー プライム（2012年 - 2013年）（タイムピリオド：今年） | トランスフォーマー プライム（2012年 - 2013年）（タイムピリオド：今年） | トランスフォーマー プライム（2012年 - 2013年）（タイムピリオド：今年）    | トランスフォーマー プライム（2012年 - 2013年）（タイムピリオド：今年） | トランスフォーマー プライム（2012年 - 2013年）（タイムピリオド：今年） |
| ---------------------------------------------------------------------- | ---------------------------------------------------------------------- | ---------------------------------------------------------------------- | ------------------------------------------------------------------------- | ---------------------------------------------------------------------- | ---------------------------------------------------------------------- |
| AM-01                                                                  | オプティマスプライム                                                   | Optimus Prime                                                          | 消防車                                                                    | Mega                                                                   | コンボイ（初代トランスフォーマー） （独自発想）                        |
| AM-02                                                                  | バンブルビー                                                           | Bumblebee                                                              | スポーツカー                                                              | Deluxe                                                                 | バンブル（初代トランスフォーマー） （独自発想）                        |
| AM-03                                                                  | クリフジャンパー                                                       | Cliffjumper                                                            | スポーツカー                                                              | Deluxe                                                                 | クリフ（初代トランスフォーマー） （独自発想）                          |
| AM-04                                                                  | ラチェット                                                             | Ratchet                                                                | 救急車                                                                    | Deluxe                                                                 | ラチェット（初代トランスフォーマー） （独自発想）                      |
| AM-10                                                                  | バルクヘッド                                                           | Bulkhead                                                               | マッスルカー                                                              | Mega                                                                   | アイアンハイド（アニメイテッド） （独自発想）                          |
| AM-11                                                                  | アーシー                                                               | Arcee                                                                  | オートバイ                                                                | Deluxe                                                                 | アーシー（トランスフォーマー2010） （独自発想）                        |
| AM-17                                                                  | スワーブ                                                               | Swerve                                                                 | 4WDカー（装甲車）                                                         | Mega                                                                   | ウェーブ（トランスフォーマー2010） （独自発想）                        |
| AM-20                                                                  | アイアンハイド                                                         | Ironhide                                                               | ピックアップトラック（フォード・F-150）                                   | Deluxe                                                                 | アーマーハイド（アニメイテッド） （独自発想）                          |
| AM-21                                                                  | アームズマスターオプティマスプライム                                   | Weaponizer Optimus Prime                                               | トレーラートラック                                                        | Ultra                                                                  | コンボイ（初代トランスフォーマー） （独自発想）                        |
| AM-23                                                                  | ホイルジャック                                                         | Wheeljack                                                              | スポーツカー                                                              | Deluxe                                                                 | ホイルジャック（初代トランスフォーマー） （独自発想）                  |
| AM-26                                                                  | スモークスクリーン                                                     | Smokescreen                                                            | スポーツカー                                                              | Deluxe                                                                 | スモークスクリーン（初代トランスフォーマー） （独自発想）              |
| AM-27                                                                  | ウルトラマグナス                                                       | Ultra Magnus                                                           | 消防車                                                                    | Mega                                                                   | ウルトラマグナス（トランスフォーマー2010） （独自発想）                |
| AM-28                                                                  | レオプライム                                                           | Leo Prime                                                              | ライオン                                                                  | Mega                                                                   | ライオコンボイ（ビーストウォーズ） （独自発想）                        |
| AMW-07                                                                 | プラル                                                                 | Pral                                                                   | ジャベリン（槍）                                                          | Basic                                                                  | （独自発想）                                                           |
| AMW-08                                                                 | サイス                                                                 | Sise                                                                   | アックス（斧）                                                            | Basic                                                                  | （独自発想）                                                           |
| AMW-09                                                                 | ジェイズ                                                               | Jaze                                                                   | スピア（スピア）                                                          | Basic                                                                  | （独自発想）                                                           |
| AM-EX                                                                  | オライオンパックス&ゴールドメタルアルエ                                | Orion Pax & Gold Metal R.A.                                            | トレーラートラック（オライオンパックス） ブレード（ゴールドメタルアルエ） | Mega                                                                   | オライオンパックス（初代トランスフォーマー） （独自発想）              |
| トランスフォーマーGO!（2013年 - 2014年）（タイムピリオド：今年）       |                                                                        |                                                                        |                                                                           |                                                                        |                                                                        |
| G-01                                                                   | ケンザン                                                               | Kenzan                                                                 | パトカー                                                                  | Mega                                                                   | （独自発想）                                                           |
| G-02                                                                   | ジンブ                                                                 | Jinbu                                                                  | ジェット機                                                                | Mega                                                                   | （独自発想）                                                           |
| G-03                                                                   | ガンオウ                                                               | Ganoh                                                                  | 消防車                                                                    | Mega                                                                   | （独自発想）                                                           |
| G-05                                                                   | ゲキソウマル                                                           | Gekisoumaru                                                            | ライオン                                                                  | Mega                                                                   | （独自発想）                                                           |
| G-06                                                                   | ハンタースモークスクリーン                                             | Beast Hunter Smokescreen                                               | スポーツカー                                                              | Deluxe                                                                 | スモークスクリーン（初代トランスフォーマー）                           |
| G-10                                                                   | ヒショウマル                                                           | Hishoumaru                                                             | ワシ                                                                      | Deluxe                                                                 | （独自発想）                                                           |
| G-11                                                                   | ハンターオプティマスプライム                                           | Beast Hunter Optimus Prime                                             | 消防車                                                                    | Mega                                                                   | コンボイ（初代トランスフォーマー）                                     |
| G-14                                                                   | ハンターバンブルビー                                                   | Beast Hunter Bumblebee                                                 | スポーツカー                                                              | Deluxe                                                                 | バンブル（初代トランスフォーマー）                                     |
| G-15                                                                   | ハンターバルクヘッド                                                   | Beast Hunter Bulkhead                                                  | マッスルカー                                                              | Deluxe                                                                 | アイアンハイド（アニメイテッド）                                       |
| G-16                                                                   | ハンターホイルジャック                                                 | Beast Hunter Wheeljack                                                 | スポーツカー                                                              | Deluxe                                                                 | ホイルジャック（初代トランスフォーマー）                               |
| G-20                                                                   | センスイマル                                                           | Sensuimaru                                                             | ホホジロザメ                                                              | Mega                                                                   | （独自発想）                                                           |
| G-22                                                                   | ハンターアーシー（ハンターRC）                                         | Beast Hunter Arcee（Beast Hunter RC）                                  | オートバイ                                                                | Deluxe                                                                 | アーシー（トランスフォーマー2010）                                     |
| G-25                                                                   | ゴウプライム                                                           | Thundertron                                                            | ライオン                                                                  | Mega                                                                   | （独自発想）                                                           |
| G-26                                                                   | オプティマスエクスプライム                                             | Optimus Exprime                                                        | 新幹線 ドラゴン                                                           | Mega                                                                   | コンボイ（初代トランスフォーマー）                                     |

## シンボルマーク

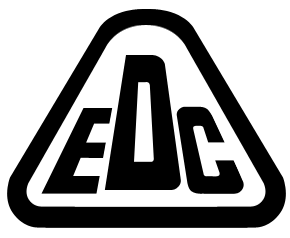
地球防衛軍
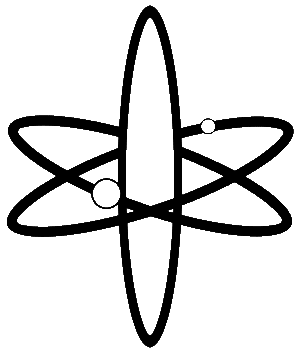
ミュータントズ